# Lijst van hunebedden in Bremen, Hamburg en Nedersaksen

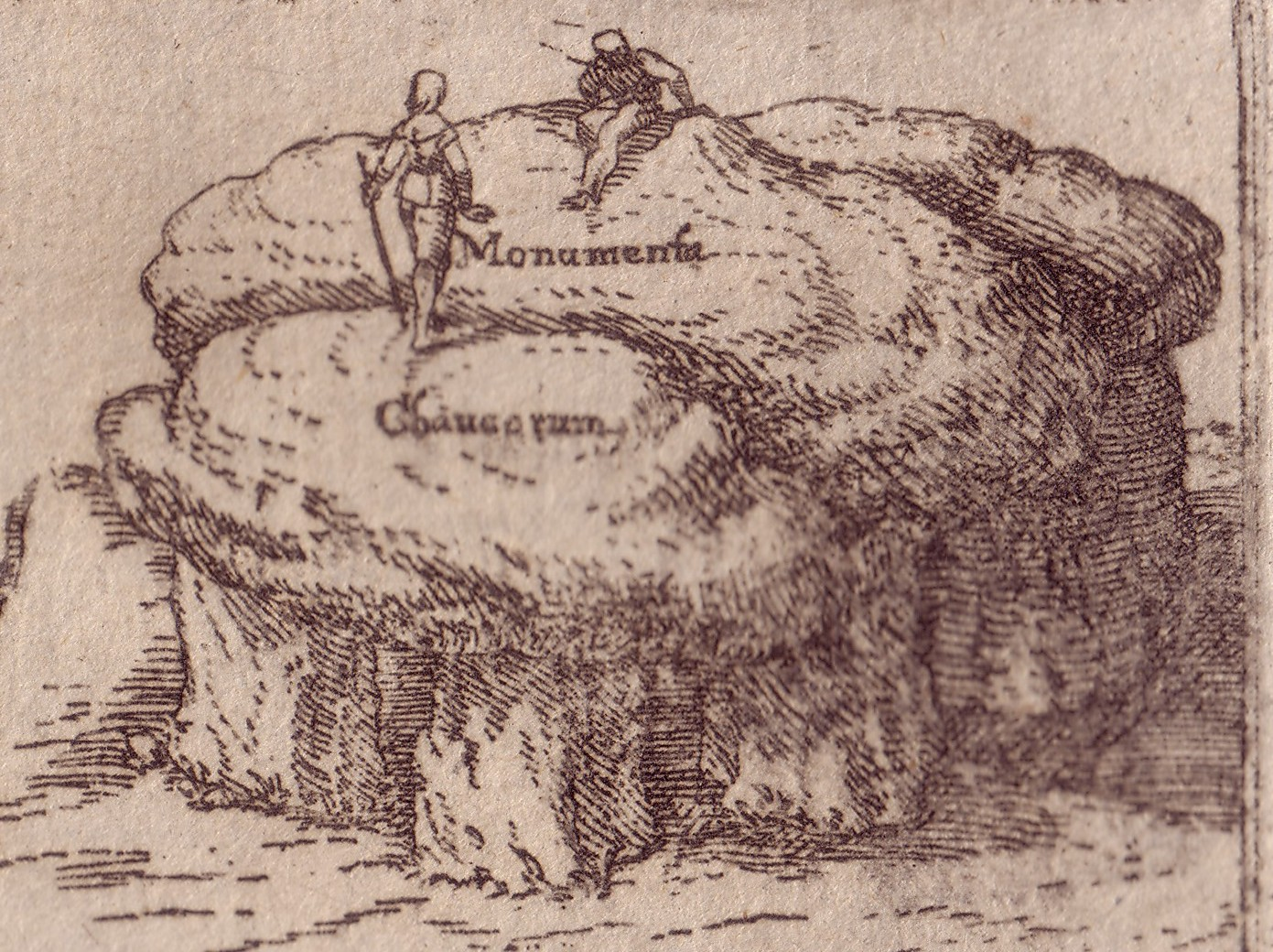
Mannen beklimmen het Bülzenbett bij Bremerhaven, ca 1604

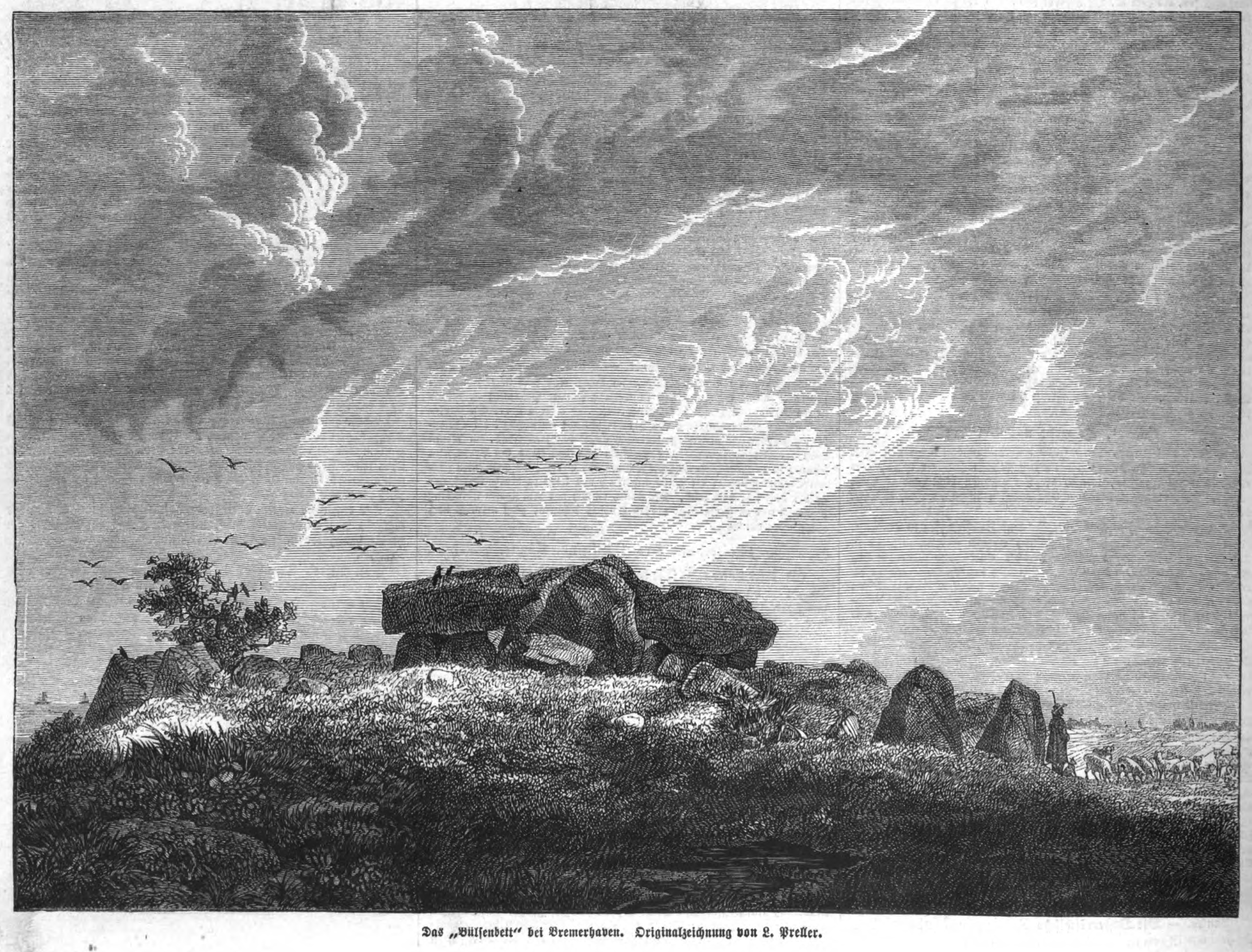
Het Bülzenbett, 1866

De Lijst van hunebedden in Bremen, Hamburg en Nedersaksen bevat alle bekende hunebedden in de Duitse deelstaten Vrije Hanzestad Bremen, Hamburg en Nedersaksen.
De hunebedden in Nedersaksen behoren net als de hunebedden in Nederland tot de westgroep van de trechterbekercultuur. Er zijn veel hunebedden verwoest, maar er zijn ook honderden (gedeeltelijk) bewaard gebleven. De hunebeddengroep in het Ems-gebied liggen in de buurt van de oever van de Eems op leem, de hunebedden van de Osnabrücker-groep liggen in een heuvellandschap. De hunebedden in Eemsland en in de buurt van Osnabrück liggen vaak langs oeroude handelswegen.

## Lijst
- Nr.: noemt het nummer (indien aanwezig) uit Atlas der Megalithgräber Deutschlands van Ernst Sprockhoff
- Naam: noemt de naam (en alternatieve benaming) van het graf
- Plaats: noemt de Gemeinde waar het graf zich bevindt
- Landkreis: noemt het Landkreis waar de Gemeinde toe behoort:
  - AUR: Landkreis Aurich; CE: Landkreis Celle; CLP: Landkreis Cloppenburg; CUX: Landkreis Cuxhaven; DAN: Landkreis Lüchow-Dannenberg; DH: Landkreis Diepholz; EL: Landkreis Emsland; GF: Landkreis Gifhorn; GS: Landkreis Goslar; H: Region Hannover; HB: Freie Hansestadt Bremen (Bundesland); HE: Landkreis Helmstedt; HH: Hamburg (Bundesland); HI: Landkreis Hildesheim; HK: Landkreis Heidekreis; HM: Landkreis Hamelen-Pyrmont; LG: Landkreis Lüneburg; NI: Landkreis Nienburg/Weser; NOH: Landkreis Grafschaft Bentheim; OHZ: Landkreis Osterholz; OL: Landkreis Oldenburg; OS: Landkreis Osnabrück/Osnabrück (kreisfreie Stadt); ROW: Landkreis Rotenburg (Wümme); STD: Landkreis Stade; UE: Landkreis Uelzen; VEC: Landkreis Vechta; VER: Landkreis Verden; WF: Landkreis Wolfenbüttel; WL: Landkreis Harburg; WOB: Wolfsburg (kreisfreie Stadt); WST: Landkreis Ammerland; WTM: Landkreis Wittmund
- Type: aanduiding van een graftype
  - Urdolmen: kleine vierkante of rechthoekige grafkamer met vier draagstenen en één deksteen, met of zonder toegang
  - Erweiterter Dolmen: rechthoekige grafkamer met minstens vier draagstenen aan de lange zijde, twee dekstenen en een toegang aan de korte zijde
  - Großdolmen: rechthoekige grafkamer met minstens zes draagstenen aan de lange zijde, drie dekstenen en een toegang aan de korte zijde
  - Ganggrab: rechthoekige, trapeziumvormige of veelhoekige grafkamer met minstens drie draagsteenparen aan de lange zijden en een toegang aan een lange zijde
  - Galeriegrab: in de bodem ingegraven rechthoekige grafkamer met toegang tot een voorruimte aan de korte zijde
  - Kammerloses Hünenbett: langwerpig bouwwerk met rechthoekige of trapeziumvormige grafheuvel en met een stenen en houten ombouwing en met een steenkist of graf in plaats van een megalitische grafkamer

### Vernietigde graven in Bremen
| Nr. | Naam                   | Plaats                   | Landkreis | Type | Opmerkingen | Afbeelding |
| --- | ---------------------- | ------------------------ | --------- | ---- | ----------- | ---------- |
|     | Großsteingrab Wulstorf | Bremerhaven, OT Wulsdorf | HB        |      |             |            |

### Hunebedden in Hamburg

#### Bewaarde graven
| Nr. | Naam                    | Plaats                     | Landkreis | Type | Opmerkingen                                                          | Afbeelding |
| --- | ----------------------- | -------------------------- | --------- | ---- | -------------------------------------------------------------------- | ---------- |
|     | Großsteingrab Neugraben | Hamburg-Neugraben-Fischbek | HH        |      | Alleen de heuvel en de overblijfselen van een deksteen zijn behouden |            |

#### Vernietigde graven
| Nr. | Naam                               | Plaats                     | Landkreis | Type | Opmerkingen | Afbeelding |
| --- | ---------------------------------- | -------------------------- | --------- | ---- | ----------- | ---------- |
|     | Großsteingrab Harburg-Wilhelmsburg | Hamburg-Wilhelmsburg       | HH        |      |             |            |
|     | Großsteingrab Fischbek             | Hamburg-Neugraben-Fischbek | HH        |      |             |            |

### Hunebedden in Nedersaksen

#### Bewaarde graven (alfabetisch)
| Nr. | Naam                                                                                        | Plaats                                                 | Landkreis | Type                                         | Opmerkingen | Afbeelding                                                       |
| --- | ------------------------------------------------------------------------------------------- | ------------------------------------------------------ | --------- | -------------------------------------------- | --- | ---------------------------------------------------------------- |
| 933 | Großsteingrab Ahlhorn                                                                       | Großenkneten, OT Ahlhorn                               | OL        |                                              | | Großsteingrab Ahlhorn                                            |
| 939 | Großsteingrab Ahlhorner Kellersteine 1 (Erdmannsteine 1)                                    | Großenkneten, OT Ahlhorn                               | OL        | Ganggrab                                     | Onderdeel van de „Straße der Megalithkultur“ | Großsteingrab Ahlhorner Kellersteine I                           |
| 940 | Großsteingrab Ahlhorner Kellersteine 2 (Erdmannsteine 2)                                    | Großenkneten, OT Ahlhorn                               | OL        | Großdolmen                                   | Onderdeel van de „Straße der Megalithkultur“ | Großsteingrab Ahlhorner Kellersteine II                          |
| 720 | Großsteingrab Ahndorf                                                                       | Boitze, OT Ahndorf                                     | LG        | Onbekend                                     | | Großsteingrab Ahndorf                                            |
| 752 | Großsteingrab Altenmedingen 1                                                               | Altenmedingen                                          | UE        |                                              | | Großsteingrab Altenmedingen 1                                    |
| 753 | Großsteingrab Altenmedingen 2                                                               | Altenmedingen                                          | UE        | erweiterter Dolmen                           | | Großsteingrab Altenmedingen 2                                    |
| 754 | Großsteingrab Altenmedingen 3                                                               | Altenmedingen                                          | UE        |                                              | | Großsteingrab Altenmedingen 3                                    |
| 689 | Großsteingrab Amelinghausen                                                                 | Amelinghausen                                          | LG        | Onbekend                                     | |                                                                  |
| 964 | Großsteingrab Am hohen Stein                                                                | Lindern (Oldenburg), OT Garen                          | CLP       | Ganggrab                                     | Onderdeel van de „Straße der Megalithkultur“; bij Sprockhoff en andere auteurs zijn de namen „Am hohen Stein“ (Grab 964) en „Der hohe Stein“ (Grab 963) omgewisseld                          | Großsteingrab am hohen Stein                                     |
| 852 | Großsteingrab Apeldorn („Der Steinerne Schlüssel“)                                          | Meppen, OT Apeldorn                                    | EL        | Ganggrab                                     | Onderdeel van de „Straße der Megalithkultur“ | Großsteingrab Apeldorn                                           |
| 969 | Großsteingrab auf dem Sonderling                                                            | Lastrup                                                | CLP       | Ganggrab                                     | |                                                                  |
| 620 | Großsteingrab Axstedt („Hünensteine“)                                                       | Axstedt                                                | OHZ       | Ganggrab                                     | | Großsteingrab Axstedt                                            |
| 871 | Großsteingrab Baccum 1                                                                      | Lingen (Ems), OT Baccum                                | EL        |                                              | |                                                                  |
| 872 | Großsteingrab Baccum 2                                                                      | Lingen (Ems), OT Baccum                                | EL        |                                              | |                                                                  |
| 648 | Großsteingrab Badenstedt („Fürstengruft“, „Steinhaus“, „Hünenkeller“)                       | Zeven, OT Badenstedt                                   | ROW       | Onbekend                                     | | Großsteingrab Badenstedt                                         |
| 932 | Großsteingrab Bakenhus                                                                      | Großenkneten, OT Bakenhus                              | OL        |                                              | | Großsteingrab Bakenhus                                           |
| 795 | Großsteingrab Barnsen                                                                       | Gerdau, OT Barnsen                                     | UE        |                                              | | Großsteingrab Barnsen                                            |
|     | Großsteingrab Barnstedt                                                                     | Barnstedt                                              | LG        |                                              | |                                                                  |
| 706 | Großsteingrab Barskamp 1                                                                    | Bleckede, OT Barskamp                                  | LG        | Großdolmen of Ganggrab                       | |                                                                  |
| 708 | Großsteingrab Barskamp 2                                                                    | Bleckede, OT Barskamp                                  | LG        | Ganggrab                                     | |                                                                  |
| 707 | Großsteingrab Barskamp 3                                                                    | Bleckede, OT Barskamp                                  | LG        | Onbekend                                     | |                                                                  |
| 711 | Großsteingrab Barskamp 4                                                                    | Bleckede, OT Barskamp                                  | LG        | kammerloses Hünenbett                        | |                                                                  |
| 709 | Großsteingrab Barskamp 5                                                                    | Bleckede, OT Barskamp                                  | LG        | Urdolmen                                     | |                                                                  |
| 710 | Großsteingrab Barskamp 6                                                                    | Bleckede, OT Barskamp                                  | LG        | kammerloses Hünenbett                        | |                                                                  |
| 705 | Großsteingrab Barskamp 7                                                                    | Bleckede, OT Barskamp                                  | LG        | Ganggrab                                     | | Großsteingrab Barskamp 7                                         |
| 702 | Großsteingrab Bavendorf                                                                     | Thomasburg, OT Bavendorf                               | LG        | Onbekend                                     | Afgegraven ca. 1911 |                                                                  |
| 882 | Großsteingrab Berge („De Smäe“ – „Die Schmiede“)                                            | Berge                                                  | OS        | waarschijnlijk een Ganggrab                  | |                                                                  |
| 691 | Großsteingrab Betzendorf                                                                    | Betzendorf                                             | LG        | Ganggrab                                     | |                                                                  |
| 619 | Großsteingrab Bexhövede 1                                                                   | Loxstedt, OT Bexhövede                                 | CUX       | Onbekend                                     | | Großsteingrab Bexhövede                                          |
| 664 | Großsteingrab Bliedersdorf 1                                                                | Bliedersdorf                                           | STD       | erweiterter Dolmen                           | |                                                                  |
| 665 | Großsteingrab Bliedersdorf 2                                                                | Bliedersdorf                                           | STD       | erweiterter Dolmen                           | |                                                                  |
| 666 | Großsteingrab Bliedersdorf 3                                                                | Bliedersdorf                                           | STD       | erweiterter Dolmen                           | |                                                                  |
| 667 | Großsteingrab Bliedersdorf 4                                                                | Bliedersdorf                                           | STD       | erweiterter Dolmen                           | |                                                                  |
| 885 | Großsteingrab Bockraden                                                                     | Eggermühlen, OT Bockraden                              | OS        | Ganggrab                                     | | Großsteingrab Bockraden                                          |
| 721 | Großsteingrab Boitze                                                                        | Boitze                                                 | LG        | Ganggrab                                     | | Großsteingrab Boitze                                             |
|     | Großsteingrab Boltersen                                                                     | Rullstorf, OT Boltersen                                | LG        | kammerloses Hünenbett                        | |                                                                  |
| 819 | Großsteingrab Börger 1 („Steenhus“)                                                         | Börger                                                 | EL        | Ganggrab                                     | Onderdeel van de „Straße der Megalithkultur“ | Großsteingrab Börger 1                                           |
| 818 | Großsteingrab Börger 2 („Hünensteine“)                                                      | Börger                                                 | EL        | Ganggrab                                     | |                                                                  |
| 820 | Großsteingrab Börger 3                                                                      | Börger                                                 | EL        |                                              | |                                                                  |
| 740 | Großsteingrab Bornsen 1                                                                     | Bienenbüttel, OT Bornsen                               | UE        |                                              | |                                                                  |
| 741 | Großsteingrab Bornsen 2                                                                     | Bienenbüttel, OT Bornsen                               | UE        |                                              | | Großsteingrab Bornsen 2                                          |
| 878 | Großsteingrab Bramsche-Wesel 1                                                              | Lingen (Ems), OT Bramsche (Wesel)                      | EL        |                                              | |                                                                  |
| 735 | Großsteingrab Braudel 1                                                                     | Clenze, OT Braudel                                     | DAN       |                                              | |                                                                  |
| 734 | Großsteingrab Braudel 2                                                                     | Clenze, OT Braudel                                     | DAN       |                                              | |                                                                  |
| 733 | Großsteingrab Braudel 3                                                                     | Clenze, OT Braudel                                     | DAN       |                                              | |                                                                  |
|     | Großsteingrab Brookbäke 1                                                                   | Wildeshausen, OT Spasche                               | OL        | Onbekend                                     | slechts enkele overblijfselen bewaard gebleven |                                                                  |
|     | Großsteingrab Brookbäke 2                                                                   | Wildeshausen, OT Spasche                               | OL        | Onbekend                                     | nur noch Reste erhalten |                                                                  |
|     | Großsteingrab Brookbäke 3                                                                   | Wildeshausen, OT Spasche                               | OL        | Onbekend                                     | nur noch Reste erhalten |                                                                  |
| 668 | Großsteingrab Buxtehude                                                                     | Buxtehude                                              | STD       | Onbekend                                     | |                                                                  |
|     | Großsteingrab Bruchtorf 1                                                                   | Jelmstorf, OT Bruchtorf                                | UE        |                                              | |                                                                  |
|     | Großsteingrab Bruchtorf 2                                                                   | Jelmstorf, OT Bruchtorf                                | UE        |                                              | |                                                                  |
|     | Großsteingrab Byhusen                                                                       | Farven, OT Byhusen                                     | ROW       |                                              | | Großsteingrab Byhusen                                            |
| 669 | Großsteingrab Daerstorf                                                                     | Neu Wulmstorf, OT Daerstorf                            | WL        | Großdolmen oder Ganggrab                     | Grabung 1950 |                                                                  |
| 712 | Großsteingrab Dahlem 1                                                                      | Dahlem                                                 | LG        |                                              | |                                                                  |
| 887 | Großsteingrab Dalum                                                                         | Bippen, OT Dalum                                       | OS        | Ganggrab                                     | Drei weitere früher in Dalum vermutete Gräber erwiesen sich als natürliche Steinanhäufungen                                                                                                  | Großsteingrab Dalum                                              |
| 978 | Großsteingrab Damme 1 („Hünensteine 1, Hünenkamp-Steine 1“)                                 | Damme (Dümmer)                                         | VEC       | Ganggrab                                     | | Großsteingrab Damme 1                                            |
| 979 | Großsteingrab Damme 2 („Hünensteine 2, Hünenkamp-Steine 2“)                                 | Damme (Dümmer)                                         | VEC       | Ganggrab                                     | | Großsteingrab Damme 2                                            |
| 980 | Großsteingrab Damme 3 („Großsteingrab am Stappenberg“)                                      | Damme (Dümmer)                                         | VEC       |                                              | | Großsteingrab Damme 3                                            |
| 900 | Großsteingrab Darpvenner Steine 1 (Großsteingrab Broxten 1, Großsteingrab Venne 1)          | Ostercappeln, OT Venne                                 | OS        | Ganggrab                                     | Onderdeel van de „Straße der Megalithkultur“ | Großsteingrab Darpvenner Steine 1                                |
| 901 | Großsteingrab Darpvenner Steine 2 (Großsteingrab Broxten 2, Großsteingrab Venne 2)          | Ostercappeln, OT Venne                                 | OS        | Ganggrab                                     | Onderdeel van de „Straße der Megalithkultur“ | Großsteingrab Darpvenner Steine 1                                |
| 902 | Großsteingrab Darpvenner Steine 3 (Großsteingrab Broxten 3, Großsteingrab Venne 3)          | Ostercappeln, OT Venne                                 | OS        | Ganggrab                                     | Onderdeel van de „Straße der Megalithkultur“ | Großsteingrab Darpvenner Steine 1                                |
| 657 | Großsteingrab Deinste 1                                                                     | Deinste                                                | STD       | Ganggrab                                     | In der Nähe befindet sich ein Hügel aus dem ein Stein herausragt. Eventuell handelt es sich hier um ein weiteres Großsteingrab                                                               |                                                                  |
|     | Großsteingrab Deinste 2                                                                     | Deinste                                                | STD       |                                              | | Großsteingrab Deinste 2                                          |
| 963 | Großsteingrab Der hohe Stein                                                                | Lindern (Oldenburg), OT Garen                          | CLP       | Ganggrab                                     | Onderdeel van de „Straße der Megalithkultur“; bei Sprockhoff und anderen Autoren sind die Bezeichnungen „Am hohen Stein“ (Grab 964) und „Der hohe Stein“ (Grab 963) versehentlich vertauscht | Großsteingrab „Am hohen Stein“                                   |
| 732 | Großsteingrab Dickfeitzen                                                                   | Waddeweitz, OT Dickfeitzen                             | DAN       |                                              | |                                                                  |
| 690 | Großsteingrab Diersbüttel 1                                                                 | Rehlingen, OT Diersbüttel                              | LG        | Ganggrab                                     | | Großsteingrab Diersbüttel 1                                      |
|     | Großsteingrab Diersbüttel 2                                                                 | Rehlingen, OT Diersbüttel                              | LG        |                                              | |                                                                  |
|     | Großsteingrab Diersbüttel 3                                                                 | Rehlingen, OT Diersbüttel                              | LG        |                                              | |                                                                  |
|     | Großsteingrab Dohnsen (Großsteingrab Siddernhausen)                                         | Bergen, OT Dohnsen                                     | CE        | Ganggrab                                     | | Großsteingrab Dohnsen                                            |
| 944 | Großsteingrab Dötlingen (Großsteingrab am Schießstand)                                      | Dötlingen                                              | OL        | Ganggrab                                     | Onderdeel van de „Straße der Megalithkultur“ | Großsteingrab Dötlingen                                          |
| 612 | Großsteingrab Drangstedt 1                                                                  | Drangstedt                                             | CUX       | Onbekend                                     | | Großsteingrab Drangstedt 1                                       |
| 613 | Großsteingrab Drangstedt 2                                                                  | Drangstedt                                             | CUX       | Onbekend                                     | | Großsteingrab Drangstedt 2                                       |
| 614 | Großsteingrab Drangstedt 3                                                                  | Drangstedt                                             | CUX       | Onbekend                                     | Drangstedt 1–3 bilden eine Gruppe. Westlich davon liegen einige Erdhügel, bei denen fraglich ist, ob es sich um Reste von Großsteingräbern handelt.                                          | Großsteingrab Drangstedt 3                                       |
| 615 | Großsteingrab Drangstedt 4                                                                  | Drangstedt                                             | CUX       | erweiterter Dolmen                           | Südlich von Drangstedt liegt ein weiterer Erddamm, bei dem fraglich ist, ob es sich um Reste eines Großsteingrabes handelt.                                                                  |                                                                  |
| 745 | Großsteingrab Edendorf 1                                                                    | Bienenbüttel, OT Edendorf                              | UE        |                                              | |                                                                  |
| 746 | Großsteingrab Edendorf 2                                                                    | Bienenbüttel, OT Edendorf                              | UE        | Ganggrab                                     | |                                                                  |
| 943 | Großsteingrab Egypten                                                                       | Dötlingen (Egypten)                                    | OL        |                                              | | Großsteingrab Egypten                                            |
| 715 | Großsteingrab Eimstorf                                                                      | Dahlenburg, OT Eimstorf                                | LG        | Großdolmen oder Ganggrab                     | |                                                                  |
| 670 | Großsteingrab Elstorf                                                                       | Neu Wulmstorf, OT Elstorf                              | WL        | vermutlich Ganggrab                          | |                                                                  |
| 672 | Großsteingrab Emsen (Großsteingrab Langenrehm, „Der Hohe Stein“)                            | Rosengarten, OT Emsen                                  | WL        | vermutlich Ganggrab                          | |                                                                  |
| 814 | Großsteingrab Evessen                                                                       | Evessen                                                | WF        | Galeriegrab                                  | In der Nähe befindet sich ein Hügel, der vielleicht ein weiteres Großsteingrab birgt. |                                                                  |
| 678 | Großsteingrab Eyendorf 1                                                                    | Eyendorf                                               | WL        | Ganggrab                                     | | Großsteingrab Eyendorf 1                                         |
|     | Großsteingrab Eyendorf 2                                                                    | Eyendorf                                               | WL        |                                              | | Großsteingrab Eyendorf 2                                         |
| 609 | Großsteingrab Flögeln 1                                                                     | Flögeln                                                | CUX       | Ganggrab                                     | | Großsteingrab Flögeln 1                                          |
| 610 | Großsteingrab Flögeln 2                                                                     | Flögeln                                                | CUX       | Ganggrab                                     | Zur Nekropole von Flögeln gehören außerdem die Steinkiste von Flögeln, mehrere Grabhügel und ein zerstörtes Großsteingrab                                                                    | Großsteingrab Flögeln 2                                          |
| 875 | Großsteingrab Freren 1 (Großsteingrab im Alt-Frerener Forst)                                | Freren                                                 | EL        | Ganggrab                                     | Onderdeel van de „Straße der Megalithkultur“. | Großsteingrab im Alt-Frerener Forst                              |
| 965 | Großsteingrab Fuhrenkamp 1                                                                  | Lastrup, OT Oldendorf                                  | CLP       |                                              | | Großsteingrab im Fuhrenkamp 1                                    |
| 966 | Großsteingrab Fuhrenkamp 2                                                                  | Lastrup, OT Oldendorf                                  | CLP       |                                              | | Großsteingrab im Fuhrenkamp 2                                    |
| 967 | Großsteingrab Fuhrenkamp 3                                                                  | Lastrup, OT Oldendorf                                  | CLP       |                                              | | Großsteingrab im Fuhrenkamp 3                                    |
| 927 | Großsteingrab Ganderkesee 1 („Hünensteine I“)                                               | Ganderkesee, OT Steinkimmen                            | OL        | Ganggrab                                     | Onderdeel van de „Straße der Megalithkultur“ | Großsteingrab Ganderkesee I                                      |
| 928 | Großsteingrab Ganderkesee 2 („Hünensteine II“)                                              | Ganderkesee, OT Steinkimmen                            | OL        | Ganggrab                                     | Onderdeel van de „Straße der Megalithkultur“ | Großsteingrab Ganderkesee II                                     |
| 929 | Großsteingrab Ganderkesee 3 („Hünensteine III“)                                             | Ganderkesee, OT Steinkimmen                            | OL        | Ganggrab                                     | | Großsteingrab Ganderkesee III                                    |
| 930 | Großsteingrab Ganderkesee 4 („Große Steine“)                                                | Ganderkesee, OT Stenum                                 | OL        | Ganggrab                                     | Onderdeel van de „Straße der Megalithkultur“ | Große Steine von Stenum                                          |
| 945 | Großsteingrab Gerichtsstätte                                                                | Dötlingen, OT Aschenstedt                              | OL        | Ganggrab                                     | Onderdeel van de „Straße der Megalithkultur“ | Großsteingrab Gerichtsstätte                                     |
| 703 | Großsteingrab Gienau 1                                                                      | Dahlenburg, OT Gienau                                  | LG        | erweiterter Dolmen                           | |                                                                  |
|     | Großsteingrab Gienau 2                                                                      | Dahlenburg, OT Gienau                                  | LG        |                                              | Einordnung als Großsteingrab unsicher |                                                                  |
|     | Großsteingrab Gienau 3                                                                      | Dahlenburg, OT Gienau                                  | LG        |                                              | Einordnung als Großsteingrab unsicher |                                                                  |
| 704 | Großsteingrab Gienau 4                                                                      | Dahlenburg, OT Gienau                                  | LG        | Onbekend                                     | |                                                                  |
| 896 | Großsteingrab Grumfeld Ost                                                                  | Ankum, OT Westerholte (Giersfeld)                      | OS        |                                              | | Großsteingrab Grumfeld Ost                                       |
| 895 | Großsteingrab Grumfeld West                                                                 | Ankum, OT Westerholte (Giersfeld)                      | OS        |                                              | Teil der „Straße der Megalithkultur“ | Großsteingrab Grumfeld West                                      |
| 891 | Großsteingrab Giersfeld Meyer                                                               | Ankum, OT Westerholte (Giersfeld)                      | OS        |                                              | Onderdeel van de „Straße der Megalithkultur“ | Großsteingrab Giersfeld Meyer                                    |
| 892 | Großsteingrab Giersfeld Reinecke                                                            | Ankum, OT Westerholte (Giersfeld)                      | OS        |                                              | Teil der „Straße der Megalithkultur“ | Großsteingrab Giersfeld Reincke                                  |
| 893 | Großsteingrab Giersfeld Rickelmann II                                                       | Ankum, OT Westerholte (Giersfeld)                      | OS        |                                              | Teil der „Straße der Megalithkultur“ | Großsteingrab Rickelmann II                                      |
| 894 | Großsteingrab Giersfeld Rickelmann I                                                        | Ankum, OT Westerholte (Giersfeld)                      | OS        |                                              | Teil der „Straße der Megalithkultur“ | Großsteingrab Rickelmann I                                       |
| 948 | Großsteingrab Glaner Braut 1                                                                | Wildeshausen, OT Glane                                 | OL        |                                              | Onderdeel van de „Straße der Megalithkultur“ | Großsteingrab Glaner Braut 1                                     |
| 949 | Großsteingrab Glaner Braut 2                                                                | Wildeshausen, OT Glane                                 | OL        |                                              | Onderdeel van de „Straße der Megalithkultur“ | Großsteingrab Glaner Braut 2                                     |
| 950 | Großsteingrab Glaner Braut 3                                                                | Wildeshausen, OT Glane                                 | OL        |                                              | Onderdeel van de „Straße der Megalithkultur“ | Großsteingrab Glaner Braut 3                                     |
| 951 | Großsteingrab Glaner Braut 4                                                                | Wildeshausen, OT Glane                                 | OL        |                                              | Onderdeel van de „Straße der Megalithkultur“ | Großsteingrab Glaner Braut 4                                     |
| 692 | Großsteingrab Glüsingen                                                                     | Betzendorf, OT Glüsingen                               | LG        | Onbekend                                     | |                                                                  |
|     | Großsteingrab Gnarrenburg                                                                   | Gnarrenburg                                            | ROW       |                                              | | Großsteingrab Gnarrenburg                                        |
| 646 | Großsteingrab Godenstedt                                                                    | Seedorf (bei Zeven), OT Godenstedt                     | ROW       | Onbekend                                     | |                                                                  |
| 729 | Großsteingrab Gohlau 1                                                                      | Waddeweitz, OT Gohlau                                  | DAN       |                                              | |                                                                  |
| 730 | Großsteingrab Gohlau 2                                                                      | Waddeweitz, OT Gohlau                                  | DAN       | Ganggrab                                     | |                                                                  |
| 731 | Großsteingrab Gohlau 3                                                                      | Waddeweitz, OT Gohlau                                  | DAN       |                                              | |                                                                  |
| 923 | Großsteingrab Grambergen 1 (Großsteingrab Deitinghausen)                                    | Bissendorf, OT Grambergen                              | OS        | Großdolmen                                   | | Großsteingrab Grambergen 1                                       |
| 920 | Großsteingrab Gretesch 1 („Gretescher Steine“)                                              | Osnabrück, OT Gretesch                                 | OS        | Ganggrab                                     | Onderdeel van de „Straße der Megalithkultur“ | Großsteingrab Gretesch 1                                         |
| 921 | Großsteingrab Gretesch 2 („Sundermannsteine“)                                               | Osnabrück, OT Gretesch                                 | OS        | Ganggrab                                     | | Großsteingrab Gretesch 2                                         |
| 856 | Großsteingrab Groß Berßen 1 (Großsteingrab im Ipeken Tannenwald)                            | Groß Berßen                                            | EL        |                                              | Teil der „Hünengräberstraße des Hümmling“ und der „Straße der Megalithkultur“ | Großsteingrab Groß Berßen 1                                      |
| 857 | Großsteingrab Groß Berßen 2 (Großsteingrab im Ipeken)                                       | Groß Berßen                                            | EL        |                                              | Teil der „Hünengräberstraße des Hümmling“ und der „Straße der Megalithkultur“ | Großsteingrab Groß Berßen 2 (Großsteingrab im Ipeken)            |
|     | Großsteingrab Groß Berßen 3                                                                 | Groß Berßen                                            | EL        |                                              | nur noch ein gesprengter Deckstein vorhanden; Teil der „Hünengräberstraße des Hümmling“ |                                                                  |
| 858 | Großsteingrab Groß Berßen 4                                                                 | Groß Berßen                                            | EL        |                                              | Teil der „Hünengräberstraße des Hümmling“ | Großsteingrab Groß Berßen 4                                      |
|     | Großsteingrab Groß Berßen 5                                                                 | Groß Berßen                                            | EL        |                                              | Teil der „Hünengräberstraße des Hümmling“ |                                                                  |
| 859 | Großsteingrab Groß Berßen 6 („Wappengrab“)                                                  | Groß Berßen                                            | EL        |                                              | Teil der „Hünengräberstraße des Hümmling“ und der „Straße der Megalithkultur“ | Großsteingrab Groß Berßen 6                                      |
| 861 | Großsteingrab Groß Berßen 7                                                                 | Groß Berßen                                            | EL        | Ganggrab                                     | 1955–1956 untersucht und rekonstruiert; Teil der „Hünengräberstraße des Hümmling“ und der „Straße der Megalithkultur“                                                                        | Großsteingrab Groß Berßen 7                                      |
| 860 | Großsteingrab Groß Berßen 8 („Königsgrab“)                                                  | Groß Berßen                                            | EL        | Ganggrab                                     | Teil der „Hünengräberstraße des Hümmling“ und der „Straße der Megalithkultur“ | Großsteingrab Groß Berßen 8                                      |
| 855 | Großsteingrab Groß Berßen 9 („Brutsteene“)                                                  | Groß Berßen                                            | EL        |                                              | Teil der „Hünengräberstraße des Hümmling“ |                                                                  |
| 862 | Großsteingrab Groß Berßen 10 („Deepmoorsteene“)                                             | Groß Berßen                                            | EL        |                                              | |                                                                  |
| 846 | Großsteingrab Groß-Stavern 1 (Großsteingrab auf Bruneforths Esch)                           | Stavern, OT Groß-Stavern                               | EL        | Ganggrab                                     | Onderdeel van de „Straße der Megalithkultur“ | Großsteingrab Groß-Stavern 1 (Großsteingrab auf Bruneforts Esch) |
| 845 | Großsteingrab Groß-Stavern 2                                                                | Stavern, OT Groß-Stavern                               | EL        |                                              | |                                                                  |
| 844 | Großsteingrab Groß-Stavern 3                                                                | Stavern, OT Groß-Stavern                               | EL        | Ganggrab                                     | |                                                                  |
|     | Großsteingrab Groß Steinum 2                                                                | Königslutter am Elm, OT Groß Steinum                   | HE        |                                              | weitgehend zerstört |                                                                  |
| 766 | Großsteingrab Groß Thondorf 1                                                               | Himbergen, OT Groß Thondorf                            | UE        |                                              | |                                                                  |
| 617 | Großsteingrab Großenhain („Dansenstein“)                                                    | Lintig, OT Großenhain                                  | CUX       | Onbekend                                     | | Großsteingrab Großenhain                                         |
| 906 | Großsteingrab Haaren 1 (Großsteingrab Dübberort 1)                                          | Ostercappeln, OT Haaren                                | OS        | Ganggrab                                     | | Großsteingrab Haaren 1                                           |
| 907 | Großsteingrab Haaren 2 (Großsteingrab Dübberort 2)                                          | Ostercappeln, OT Haaren                                | OS        | Ganggrab                                     | | Großsteingrab Haaren 2                                           |
|     | Großsteingrab Haaren 2 (Großsteingrab Dübberort 3)                                          | Ostercappeln, OT Haaren                                | OS        |                                              | nur noch das Kammerpflaster und eine sehr flache Hügelschüttung sind vorhanden |                                                                  |
| 917 | Großsteingrab Haltern („Sloopsteine“, „Sloppsteine“, „Sluppsteine“)                         | Belm, OT Haltern-Wellingen                             | OS        | Ganggrab                                     | | Großsteingrab Haltern                                            |
| 652 | Großsteingrab Hammah 1                                                                      | Hammah                                                 | STD       | Ganggrab                                     | | Großsteingrab Hammah 1                                           |
| 653 | Großsteingrab Hammah 2                                                                      | Hammah                                                 | STD       | Großdolmen                                   | | Großsteingrab Hammah 2                                           |
| 654 | Großsteingrab Hammah 3                                                                      | Hammah                                                 | STD       | Großdolmen                                   | | Großsteingrab Hammah 3                                           |
| 655 | Großsteingrab Hammah 4                                                                      | Hammah                                                 | STD       | Onbekend                                     | |                                                                  |
| 727 | Großsteingrab Harlingen 1                                                                   | Hitzacker (Elbe), OT Harlingen                         | DAN       |                                              | |                                                                  |
| 726 | Großsteingrab Harlingen 2                                                                   | Hitzacker (Elbe), OT Harlingen                         | DAN       |                                              | |                                                                  |
| 829 | Großsteingrab Harrenstätte 1 („Poldenhünensteine“)                                          | Spahnharrenstätte, OT Harrenstätte                     | EL        | Ganggrab                                     | Onderdeel van de „Straße der Megalithkultur“ | Poldenhünensteine in Harrenstätte                                |
| 925 | Großsteingrab Hatten 1                                                                      | Hatten                                                 | OL        |                                              | | Großsteingrab Hatten 1                                           |
| 926 | Großsteingrab Hatten 2 („Steenberg“)                                                        | Hatten                                                 | OL        | Ganggrab                                     | Onderdeel van de „Straße der Megalithkultur“ | Großsteingrab Hatten 2                                           |
|     | Großsteingrab Hegebusch                                                                     | Gnarrenburg                                            | ROW       |                                              | | Großsteingrab Hegebusch                                          |
| 974 | Großsteingrab Heidenopfertisch                                                              | Visbek                                                 | VEC       | Ganggrab                                     | Onderdeel van de „Straße der Megalithkultur“ | Großsteingrab Heidenopfertisch                                   |
| 656 | Großsteingrab Heinbockel                                                                    | Heinbockel                                             | STD       | Onbekend                                     | | Großsteingrab Heinbockel                                         |
| 625 | Großsteingrab Heine 1                                                                       | Hagen im Bremischen, OT Heine                          | CUX       | Onbekend                                     | | Großsteingrab Heine 1                                            |
| 626 | Großsteingrab Heine 2                                                                       | Hagen im Bremischen, OT Heine                          | CUX       | erweiterter Dolmen                           | | Großsteingrab Heine 2                                            |
| 884 | Großsteingrab Hekese A („Hekeser Steine“)                                                   | Berge, OT Hekese                                       | OS        | Ganggrab                                     | Mit Hekese B durch eine Steinreihe verbunden; Onderdeel van de „Straße der Megalithkultur“                                                                                                   | Großsteingrab Hekese A                                           |
| 883 | Großsteingrab Hekese B („Hekeser Steine“)                                                   | Berge, OT Hekese                                       | OS        | Ganggrab                                     | Mit Hekese A durch eine Steinreihe verbunden; Onderdeel van de „Straße der Megalithkultur“                                                                                                   | Großsteingrab Hekese B                                           |
| 908 | Großsteingrab Helmichsteine (Großsteingrab Rulle 1, „Helmichsteine“, „Gevasteine“)          | Wallenhorst, OT Rulle                                  | OS        | Ganggrab                                     | Onderdeel van de „Straße der Megalithkultur“ | Großsteingrab Helmichsteine                                      |
| 815 | Großsteingrab Helmstedt 1 („Lübbensteine“)                                                  | Helmstedt                                              | HE        | Ganggrab                                     | | Großsteingrab Helmstedt 1                                        |
| 816 | Großsteingrab Helmstedt 2 („Lübbensteine“)                                                  | Helmstedt                                              | HE        |                                              | | Großsteingrab Helmstedt 2                                        |
| 867 | Großsteingrab Herßum (Großsteingrab im großen Sande)                                        | Lähden, OT Herßum                                      | EL        |                                              | Die frühere Vermutung eines zweiten Großsteingrabes in Herßum beruht vermutlich auf der Fehlinterpretation eines einzelnen Findlings.                                                        | Großsteingrab Herßum                                             |
|     | Großsteingrab Hitzhausen (Gut Caldenhof)                                                    | Ostercappeln, OT Hitzhausen                            | OS        |                                              | 1976 entdeckt, 2009 untersucht. |                                                                  |
| 956 | Großsteingrab Hohe Steine                                                                   | Wildeshausen                                           | OL        | Ganggrab                                     | Onderdeel van de „Straße der Megalithkultur“ | Großsteingrab Hohe Steine                                        |
| 869 | Großsteingrab Holte-Lastrup 1                                                               | Lähden, OT Holte-Lastrup                               | EL        | Großdolmen                                   | |                                                                  |
| 868 | Großsteingrab Holte-Lastrup 2                                                               | Lähden, OT Holte-Lastrup                               | EL        | Großdolmen                                   | |                                                                  |
|     | Großsteingrab Holzen                                                                        | Reinstorf, OT Holzen                                   | LG        |                                              | |                                                                  |
| 954 | Großsteingrab Holzhausener Kellersteine 1                                                   | Wildeshausen, OT Holzhausen                            | OL        | Ganggrab                                     | | Großsteingrab Holzhausener Kellersteine 1                        |
| 955 | Großsteingrab Holzhausener Kellersteine 2                                                   | Wildeshausen, OT Holzhausen                            | OL        |                                              | | Großsteingrab Holzhausener Kellersteine 2                        |
| 694 | Großsteingrab Horndorf 1                                                                    | Reinstorf, OT Horndorf                                 | LG        | vermutlich kammerloses Hünenbett             | |                                                                  |
| 695 | Großsteingrab Horndorf 2                                                                    | Reinstorf, OT Horndorf                                 | LG        | vermutlich kammerloses Hünenbett             | |                                                                  |
| 696 | Großsteingrab Horndorf 3                                                                    | Reinstorf, OT Horndorf                                 | LG        | Onbekend                                     | |                                                                  |
| 697 | Großsteingrab Horndorf 4                                                                    | Reinstorf, OT Horndorf                                 | LG        | vermutlich kammerloses Hünenbett             | |                                                                  |
| 660 | Großsteingrab Horneburg 1                                                                   | Horneburg                                              | STD       | erweiterter Dolmen                           | |                                                                  |
| 661 | Großsteingrab Horneburg 2                                                                   | Horneburg                                              | STD       | vermutlich Großdolmen und erweiterter Dolmen | zwei Grabkammern in einem Hünenbett |                                                                  |
| 662 | Großsteingrab Horneburg 3                                                                   | Horneburg                                              | STD       | erweiterter Dolmen oder Großdolmen           | |                                                                  |
| 663 | Großsteingrab Horneburg 4                                                                   | Horneburg                                              | STD       | Ganggrab                                     | |                                                                  |
|     | Großsteingrab Hülsenberg                                                                    | Damme (Dümmer)                                         | VEC       |                                              | mögliches Großsteingrab |                                                                  |
| 962 | Großsteingrab Hünensteine                                                                   | Lindern (Oldenburg)                                    | CLP       | Ganggrab                                     | Onderdeel van de „Straße der Megalithkultur“ | Großsteingrab Hünensteine                                        |
| 931 | Großsteingrab Huntlosen 1 (Großsteingrab Wittenhöge, „Riesenbett“)                          | Großenkneten, OT Huntlosen                             | OL        |                                              | | Großsteingrab Huntlosen                                          |
| 842 | Großsteingrab Hüven-Nord („Volbers Hünensteine“)                                            | Hüven                                                  | EL        |                                              | Onderdeel van de „Straße der Megalithkultur“ | Großsteingrab Hüven-Nord (Volbers Hünensteine)                   |
| 843 | Großsteingrab Hüven-Süd                                                                     | Hüven                                                  | EL        |                                              | Die Annahme eines zweiten, zerstörten Grabes erscheint fraglich; Onderdeel van de „Straße der Megalithkultur“                                                                                | Großsteingrab Hüven-Süd                                          |
| 922 | Großsteingrab Jeggen                                                                        | Bissendorf, OT Jeggen                                  | OS        | Ganggrab                                     | Onderdeel van de „Straße der Megalithkultur“ | Großsteingrab Jeggen                                             |
| 801 | Großsteingrab Kahlstorf 1                                                                   | Wrestedt, OT Kahlstorf                                 | UE        | Ganggrab                                     | | Großsteingrab Kahlstorf 1                                        |
| 802 | Großsteingrab Kahlstorf 2                                                                   | Wrestedt, OT Kahlstorf                                 | UE        | Großdolmen                                   | |                                                                  |
| 899 | Großsteingrab Kalkriese („Hoststeine“)                                                      | Bramsche, OT Kalkriese                                 | OS        |                                              | |                                                                  |
| 909 | Großsteingrab Karlsteine („(Großer) Karlstein“, „(Große) Karlsteine“, „Schluppstein“)       | Osnabrück, OT Haste                                    | OS        |                                              | Onderdeel van de „Straße der Megalithkultur“ | Großsteingrab Karlsteine                                         |
| 769 | Großsteingrab Kettelstorf 1                                                                 | Himbergen, OT Kettelstorf                              | UE        |                                              | |                                                                  |
| 768 | Großsteingrab Kettelstorf 2                                                                 | Himbergen, OT Kettelstorf                              | UE        |                                              | |                                                                  |
|     | Großsteingrab Kettelstorf 3                                                                 | Himbergen, OT Kettelstorf                              | UE        |                                              | mögliches Großsteingrab |                                                                  |
| 675 | Großsteingrab Klecken                                                                       | Rosengarten, OT Klecken                                | WL        | Ganggrab                                     | | Großsteingrab Klecken                                            |
| 853 | Großsteingrab Klein Berßen 1 („Wahrsteene“)                                                 | Klein Berßen                                           | EL        | Ganggrab                                     | |                                                                  |
| 854 | Großsteingrab Klein Berßen 2 („Berßener Stein“)                                             | Klein Berßen                                           | EL        | Ganggrab oder Großdolmen                     | |                                                                  |
| 888 | Großsteingrab Klein Bokern                                                                  | Bippen, OT Klein Bokern                                | OS        | Ganggrab                                     | |                                                                  |
| 847 | Großsteingrab Klein-Stavern 1 (Großsteingrab am Osteresch)                                  | Stavern, OT Klein-Stavern                              | EL        |                                              | Onderdeel van de „Straße der Megalithkultur“ | Großsteingrab am Osteresch                                       |
| 848 | Großsteingrab Klein-Stavern 2 (Großsteingrab Deymanns Mühle 1)                              | Stavern, OT Klein-Stavern                              | EL        |                                              | Onderdeel van de „Straße der Megalithkultur“ | Großsteingrab Deymanns Mühle I                                   |
| 849 | Großsteingrab Klein-Stavern 3 (Großsteingrab Deymanns Mühle 2)                              | Stavern, OT Klein-Stavern                              | EL        |                                              | Onderdeel van de „Straße der Megalithkultur“ | Großsteingrab Deymanns Mühle II                                  |
| 850 | Großsteingrab Klein-Stavern 4 (Großsteingrab Deymanns Mühle 3)                              | Stavern, OT Klein-Stavern                              | EL        |                                              | Onderdeel van de „Straße der Megalithkultur“ | Großsteingrab Deymanns Mühle III                                 |
| 851 | Großsteingrab Klein-Stavern 5 (Großsteingrab Deymanns Mühle 4)                              | Stavern, OT Klein-Stavern                              | EL        |                                              | Onderdeel van de „Straße der Megalithkultur“ | Großsteingrab Deymanns Mühle IV                                  |
| 910 | Großsteingrab Kleine Karlsteine („Kleiner Karlstein“, „Kleine Karlsteine“)                  | Osnabrück, OT Haste                                    | OS        | Ganggrab                                     | Onderdeel van de „Straße der Megalithkultur“ | Großsteingrab Kleine Karlsteine                                  |
| 957 | Großsteingrab Kleinenknetener Steine 1 (Großsteingrab Große Steine 1)                       | Wildeshausen, OT Kleinenkneten                         | OL        | Ganggrab                                     | Onderdeel van de „Straße der Megalithkultur“ | Großsteingrab Kleinenknetener Steine 1                           |
| 958 | Großsteingrab Kleinenknetener Steine 2 (Großsteingrab Große Steine 2)                       | Wildeshausen, OT Kleinenkneten                         | OL        | Ganggrab                                     | Drei Grabkammern in einer Umfassung; Onderdeel van de „Straße der Megalithkultur“ | Großsteingrab Kleinenknetener Steine 2                           |
| 805 | Großsteingrab Krelingen                                                                     | Walsrode, OT Krelingen                                 | HK        | Ganggrab                                     | | Großsteingrab Krelingen                                          |
| 918 | Großsteingrab Krevinghausen 1                                                               | Bissendorf, OT Krevinghausen                           | OS        |                                              | |                                                                  |
|     | Großsteingrab Laer („Düvelstein“)                                                           | Bad Laer                                               | OS        |                                              | Nur noch der Hügel ist vorhanden. Ein Stein wurde in der Nähe in einem ehemaligen Schweinekoben verbaut.                                                                                     |                                                                  |
| 866 | Großsteingrab Lähden 1                                                                      | Lähden                                                 | EL        | Ganggrab                                     | Onderdeel van de „Straße der Megalithkultur“ | Großsteingrab Lähden I                                           |
| 865 | Großsteingrab Lähden 2                                                                      | Lähden                                                 | EL        | Ganggrab                                     | |                                                                  |
| 840 | Großsteingrab Lahn 1                                                                        | Lahn (Hümmling)                                        | EL        |                                              | |                                                                  |
| 839 | Großsteingrab Lahn 2                                                                        | Lahn (Hümmling)                                        | EL        |                                              | |                                                                  |
| 841 | Großsteingrab Lahn 3                                                                        | Lahn (Hümmling)                                        | EL        |                                              | |                                                                  |
| 837 | Großsteingrab Lahn 4 (Großsteingrab an der Kölkesdose)                                      | Lahn (Hümmling)                                        | EL        |                                              | ehemaliger Onderdeel van de „Straße der Megalithkultur“ | Großsteingrab Lahn 4 (Großsteingrab an der Kölkedose)            |
| 838 | Großsteingrab Lahn 5 (Großsteingrab am Kölkesberg)                                          | Lahn (Hümmling)                                        | EL        |                                              | ehemaliger Onderdeel van de „Straße der Megalithkultur“ | Großsteingrab Lahn 5 (Großsteingrab am Kölkesberg)               |
| 645 | Großsteingrab Lamstedt („Steinofen“, „Steenaben“)                                           | Lamstedt                                               | CUX       | Ganggrab                                     | | Großsteingrab Lamstedt                                           |
|     | Großsteingrab Langen (bei Bremerhaven)                                                      | Langen (bei Bremerhaven)                               | CUX       |                                              | rekonstruiert; Einordnung als Großsteingrab umstritten | Großsteingrab Langen (bei Bremerhaven)                           |
| 873 | Großsteingrab Langen (Emsland) (Großsteingrab auf dem Radberg)                              | Langen                                                 | EL        | Ganggrab                                     | Onderdeel van de „Straße der Megalithkultur“ | Großsteingrab Langen (Emsland)                                   |
| 621 | Großsteingrab Lehnstedt 1                                                                   | Hagen im Bremischen, OT Lehnstedt                      | CUX       | Onbekend                                     | | Großsteingrab Lehnstedt 1                                        |
| 622 | Großsteingrab Lehnstedt 2                                                                   | Hagen im Bremischen, OT Lehnstedt                      | CUX       | Großdolmen                                   | | Großsteingrab Lehnstedt 2                                        |
| 623 | Großsteingrab Lehnstedt 3                                                                   | Hagen im Bremischen, OT Lehnstedt                      | CUX       | Ganggrab                                     | | Großsteingrab Lehnstedt 3                                        |
| 624 | Großsteingrab Lehnstedt 4                                                                   | Hagen im Bremischen, OT Lehnstedt                      | CUX       | Ganggrab                                     | | Großsteingrab Lehnstedt 4                                        |
| 717 | Großsteingrab Lemgrabe 1                                                                    | Dahlenburg, OT Lemgrabe                                | LG        | Ganggrab                                     | |                                                                  |
| 716 | Großsteingrab Lemgrabe 2                                                                    | Dahlenburg, OT Lemgrabe                                | LG        | Großdolmen oder Ganggrab                     | |                                                                  |
|     | Großsteingrab Liebenburg                                                                    | Liebenburg                                             | GS        | Galeriegrab (Mitteldeutsche Kammer)          | |                                                                  |
|     | Großsteingrab Linsburg                                                                      | Linsburg                                               | NI        |                                              | In der Nähe des Ortes im Grinderwald befinden sich zersprengte Reste eines Großsteingrabes. Mehrere Findlinge wurden zum Bau eines Kriegerdenkmals entfernt. Grabung 2015.                   | Großsteingrab Linsburg                                           |
| 898 | Großsteingrab Lintern („Die großen Steine auf dem Goldesch“, „Kampgoren“ („Kampfgarten“))   | Neuenkirchen, OT Lintern                               | OS        | Ganggrab                                     | |                                                                  |
| 971 | Großsteingrab Löningen 1                                                                    | Löningen                                               | CLP       |                                              | nur noch wenige originale Steine vorhanden; an gleicher Stelle ist eine moderne Kopie eines Großsteingrabes errichtet                                                                        | Großsteingrab Löningen 1                                         |
| 972 | Großsteingrab Löningen 2                                                                    | Löningen, OT Werwe                                     | CLP       |                                              | |                                                                  |
| 973 | Großsteingrab Löningen 3                                                                    | Löningen, OT Evenkamp                                  | CLP       |                                              | | Großsteingrab auf dem Ladenesch                                  |
| 676 | Großsteingrab Lübberstedt 1                                                                 | Gödenstorf, OT Lübberstedt                             | WL        | Onbekend                                     | | Großsteingrab Lübberstedt 1                                      |
| 677 | Großsteingrab Lübberstedt 2                                                                 | Gödenstorf, OT Lübberstedt                             | WL        | Onbekend                                     | | Großsteingrab Lübberstedt 2                                      |
|     | Großsteingrab Lübberstedt 3                                                                 | Gödenstorf, OT Lübberstedt                             | WL        | Onbekend                                     | | Großsteingrab Lübberstedt 3                                      |
| 778 | Großsteingrab Masendorf 1                                                                   | Uelzen, OT Masendorf                                   | UE        | Onbekend                                     | |                                                                  |
| 616 | Großsteingrab Meckelstedt                                                                   | Geestland, OT Meckelstedt                              | CUX       | Onbekend                                     | | Großsteingrab Meckelstedt                                        |
| 879 | Großsteingrab Mehringen 1                                                                   | Emsbüren, OT Mehringen                                 | EL        | Ganggrab                                     | | Mehringer Steine 1                                               |
| 880 | Großsteingrab Mehringen 2                                                                   | Emsbüren, OT Mehringen                                 | EL        | Ganggrab                                     | | Mehringer Steine 2                                               |
| 881 | Großsteingrab Mehringen 3                                                                   | Emsbüren, OT Mehringen                                 | EL        | Ganggrab                                     | | Mehringer Steine 3                                               |
| 629 | Großsteingrab Meyenburg                                                                     | Schwanewede, OT Meyenburg (Osterstade)                 | OHZ       | Ganggrab                                     | | Großsteingrab Meyenburg                                          |
| 606 | Großsteingrab Midlum 1 („Henkenstein“)                                                      | Midlum (Land Wursten)                                  | CUX       | Onbekend                                     | | Großsteingrab Midlum 1                                           |
| 607 | Großsteingrab Midlum 2 („Hohensteine“)                                                      | Midlum (Land Wursten)                                  | CUX       | Ganggrab                                     | | Großsteingrab Midlum 2                                           |
| 976 | Großsteingrab Mühlensteine                                                                  | Visbek, OT Varnhorn                                    | VEC       | Ganggrab                                     | | Großsteingrab Mühlensteine                                       |
| 876 | Großsteingrab Mundersum (Großsteingrab Mundersumer Sand, Großsteingrab im Mundersumer Sand) | Lingen (Ems), OT Mundersum                             | EL        |                                              | |                                                                  |
| 919 | Großsteingrab Nahne 1                                                                       | Osnabrück, OT Nahne                                    | OS        | Onbekend                                     | |                                                                  |
| 722 | Großsteingrab Nahrendorf 1                                                                  | Nahrendorf                                             | LG        | Großdolmen                                   | |                                                                  |
| 723 | Großsteingrab Nahrendorf 2                                                                  | Nahrendorf                                             | LG        | vermutlich Urdolmen                          | |                                                                  |
| 651 | Großsteingrab Nartum („Hünenkeller“)                                                        | Gyhum, OT Nartum                                       | ROW       | Großdolmen                                   | |                                                                  |
| 673 | Großsteingrab Nenndorf                                                                      | Rosengarten, OT Nenndorf                               | WL        | Ganggrab                                     | |                                                                  |
| 806 | Großsteingrab Oberndorfmark A („Siebensteinhäuser“)                                         | ehemals Oberndorfmark, jetzt Truppenübungsplatz Bergen | HK        | Ganggrab                                     | | Großsteingrab Oberndorfmark A                                    |
| 807 | Großsteingrab Oberndorfmark B („Siebensteinhäuser“)                                         | ehemals Oberndorfmark, jetzt Truppenübungsplatz Bergen | HK        | Ganggrab                                     | | Großsteingrab Oberndorfmark B                                    |
| 808 | Großsteingrab Oberndorfmark C („Siebensteinhäuser“)                                         | ehemals Oberndorfmark, jetzt Truppenübungsplatz Bergen | HK        | Ganggrab                                     | | Großsteingrab Oberndorfmark C                                    |
| 810 | Großsteingrab Oberndorfmark D („Siebensteinhäuser“)                                         | ehemals Oberndorfmark, jetzt Truppenübungsplatz Bergen | HK        | Ganggrab                                     | | Großsteingrab Oberndorfmark D                                    |
| 809 | Großsteingrab Oberndorfmark E („Siebensteinhäuser“)                                         | ehemals Oberndorfmark, jetzt Truppenübungsplatz Bergen | HK        | Ganggrab                                     | | Großsteingrab Oberndorfmark E                                    |
| 658 | Großsteingrab Ohrensen                                                                      | Bargstedt, OT Ohrensen                                 | STD       | Onbekend                                     | |                                                                  |
| 683 | Großsteingrab Oldendorf 1                                                                   | Oldendorf (Luhe)                                       | LG        | Großdolmen oder Ganggrab                     | Grabung 1973 | Großsteingrab Oldendorf 1                                        |
| 684 | Großsteingrab Oldendorf 2                                                                   | Oldendorf (Luhe)                                       | LG        | Ganggrab                                     | Grabung 1972 | Großsteingrab Oldendorf 2                                        |
| 685 | Großsteingrab Oldendorf 3                                                                   | Oldendorf (Luhe)                                       | LG        | Onbekend                                     | | Großsteingrab Oldendorf 3                                        |
| 686 | Großsteingrab Oldendorf 4                                                                   | Oldendorf (Luhe)                                       | LG        | Ganggrab                                     | Grabung 1970 | Großsteingrab Oldendorf 4                                        |
| 968 | Großsteingrab Oldendorfer Hünensteine                                                       | Lastrup, OT Oldendorf                                  | CLP       | Ganggrab                                     | Onderdeel van de „Straße der Megalithkultur“ | Großsteingrab Oldendorfer Hünensteine                            |
| 834 | Großsteingrab Ostenwalde 2                                                                  | Werlte, OT Ostenwalde                                  | EL        |                                              | |                                                                  |
| 836 | Großsteingrab Ostenwalde 3                                                                  | Werlte, OT Ostenwalde                                  | EL        |                                              | |                                                                  |
| 647 | Großsteingrab Ostereistedt                                                                  | Ostereistedt                                           | ROW       | Ganggrab                                     | |                                                                  |
| 630 | Großsteingrab Osterholz-Scharmbeck („Hünenstein“)                                           | Osterholz-Scharmbeck                                   | OHZ       | Ganggrab                                     | | Großsteingrab Osterholz-Scharmbeck                               |
| 913 | Großsteingrab Östringer Steine 1                                                            | Osnabrück, OT Haste                                    | OS        | Ganggrab                                     | Onderdeel van de „Straße der Megalithkultur“ | Großsteingrab Östringer Steine 1                                 |
| 912 | Großsteingrab Östringer Steine 2                                                            | Osnabrück, OT Haste                                    | OS        | Ganggrab                                     | Onderdeel van de „Straße der Megalithkultur“ | Großsteingrab Östringer Steine 2                                 |
| 911 | Großsteingrab Östringer Steine 3                                                            | Osnabrück, OT Haste                                    | OS        |                                              | Onderdeel van de „Straße der Megalithkultur“ |                                                                  |
| 698 | Großsteingrab Radenbeck 1                                                                   | Thomasburg, OT Radenbeck                               | LG        | Onbekend                                     | |                                                                  |
| 924 | Großsteingrab Rastede („Alte Kapelle“)                                                      | Rastede                                                | WST       | Ganggrab                                     | | Großsteingrab Rastede                                            |
| 679 | Großsteingrab Raven 1                                                                       | Soderstorf, OT Raven                                   | LG        | Ganggrab                                     | | Großsteingrab Raven 1                                            |
| 680 | Großsteingrab Raven 2                                                                       | Soderstorf, OT Raven                                   | LG        | Ganggrab                                     | | Großsteingrab Raven 2                                            |
| 811 | Großsteingrab Reckum 1                                                                      | Winkelsett, OT Reckum                                  | OL        | Ganggrab                                     | Onderdeel van de „Straße der Megalithkultur“ | Großsteingrab Reckum 1                                           |
| 812 | Großsteingrab Reckum 2                                                                      | Winkelsett, OT Reckum                                  | OL        | Ganggrab                                     | Onderdeel van de „Straße der Megalithkultur“ | Großsteingrab Reckum 2                                           |
| 736 | Großsteingrab Reddereitz 1                                                                  | Clenze, OT Reddereitz                                  | DAN       |                                              | |                                                                  |
| 737 | Großsteingrab Reddereitz 2                                                                  | Clenze, OT Reddereitz                                  | DAN       |                                              | |                                                                  |
| 693 | Großsteingrab Reinstorf                                                                     | Reinstorf                                              | LG        | Onbekend                                     | |                                                                  |
| 886 | Großsteingrab Restrup (Großsteingrab Bippen)                                                | Bippen, OT Restrup                                     | OS        | Ganggrab                                     | Unmittelbar neben dem Grab steht ein Näpfenstein; Onderdeel van de „Straße der Megalithkultur“                                                                                               | Großsteingrab Restrup                                            |
|     | Großsteingrab Rethen                                                                        | Vordorf, OT Rethen                                     | GF        |                                              | 1995 entdeckt | Großsteingrab Rethen                                             |
| 796 | Großsteingrab Riestedt 1                                                                    | Uelzen, OT Riestedt                                    | UE        | Ganggrab                                     | |                                                                  |
| 699 | Großsteingrab Rohstorf 1                                                                    | Vastorf, OT Rohstorf                                   | LG        | Ganggrab                                     | |                                                                  |
| 700 | Großsteingrab Rohstorf 2                                                                    | Vastorf, OT Rohstorf                                   | LG        | vermutlich kammerloses Hünenbett             | |                                                                  |
| 701 | Großsteingrab Rohstorf 3                                                                    | Vastorf, OT Rohstorf                                   | LG        | Ganggrab                                     | |                                                                  |
| 961 | Großsteingrab Schlingsteine                                                                 | Lindern (Oldenburg)                                    | CLP       |                                              | Onderdeel van de „Straße der Megalithkultur“ | Großsteingrab Schlingsteine                                      |
| 977 | Großsteingrab Schmeersteine                                                                 | Visbek, OT Varnhorn                                    | VEC       |                                              | Onderdeel van de „Straße der Megalithkultur“ | Großsteingrab Schmeersteine                                      |
| 903 | Driehauser Steine (Großsteingrab Schwagstorf 1)                                             | Ostercappeln, OT Schwagstorf                           | OS        | Ganggrab                                     | Onderdeel van de „Straße der Megalithkultur“ | Großsteingrab Driehauser Steine                                  |
| 904 | Großsteingrab Schwagstorf 2 (Großsteingrab Felsener Esch 1)                                 | Ostercappeln, OT Schwagstorf                           | OS        | erweiterter Dolmen                           | | Großsteingrab Schwagstorf 2                                      |
| 905 | Großsteingrab Schwagstorf 3 (Großsteingrab Felsener Esch 2)                                 | Ostercappeln, OT Schwagstorf                           | OS        |                                              | | Großsteingrab Schwagstorf 3                                      |
| 718 | Großsteingrab Seedorf 1                                                                     | Boitze, OT Seedorf                                     | LG        | erweiterter Dolmen                           | |                                                                  |
| 719 | Großsteingrab Seedorf 2                                                                     | Boitze, OT Seedorf                                     | LG        | Onbekend                                     | |                                                                  |
| 608 | Großsteingrab Sievern („Bülzenbett“)                                                        | Langen (bei Bremerhaven), OT Sievern                   | CUX       | Großdolmen oder Ganggrab                     | | Großsteingrab Sievern                                            |
| 682 | Großsteingrab Soderstorf                                                                    | Soderstorf                                             | LG        | Ganggrab                                     | | Großsteingrab Soderstorf                                         |
| 833 | Großsteingrab Sögel 1 (Großsteingrab Püttkesberge)                                          | Sögel                                                  | EL        | Onbekend                                     | Onderdeel van de „Straße der Megalithkultur“ | Großsteingrab Püttkesberge                                       |
| 831 | Großsteingrab Sögel 2 (Großsteingrab Düvelskuhlen 1)                                        | Sögel                                                  | EL        | Ganggrab                                     | Onderdeel van de „Straße der Megalithkultur“ | Großsteingrab Sögel 2 (Großsteingrab bei den Düvelskuhlen)       |
| 832 | Großsteingrab Sögel 3 (Großsteingrab Düvelskuhlen 2)                                        | Sögel                                                  | EL        | Ganggrab                                     | Onderdeel van de „Straße der Megalithkultur“ | Großsteingrab Sögel 2 (Großsteingrab bei den Düvelskuhlen)       |
|     | Großsteingrab Solchstorf 1                                                                  | Bienenbüttel, OT Edendorf (Gut Solchstorf)             | UE        |                                              | |                                                                  |
|     | Großsteingrab Solchstorf 2                                                                  | Bienenbüttel, OT Edendorf (Gut Solchstorf)             | UE        |                                              | |                                                                  |
|     | Galeriegrab von Sorsum                                                                      | Hildesheim, OT Sorsum                                  | HI        | Galeriegrab                                  | 1955 entdeckt; zwischen 1956 und 1960 ausgegraben; in den anstehenden Felsboden eingearbeitet                                                                                                |                                                                  |
|     | Großsteingrab Sottorf 1                                                                     | Amelinghausen, OT Sottorf                              | LG        | Onbekend                                     | 1949 gesprengt, Reste der Kammersteine aber noch vorhanden |                                                                  |
| 687 | Großsteingrab Sottorf 2                                                                     | Amelinghausen, OT Sottorf                              | LG        | Onbekend                                     | |                                                                  |
| 688 | Großsteingrab Sottorf 3                                                                     | Amelinghausen, OT Sottorf                              | LG        | Onbekend                                     | |                                                                  |
| 827 | Großsteingrab Spahn 1 („Hünenstein“)                                                        | Spahnharrenstätte, OT Spahn                            | EL        |                                              | |                                                                  |
| 828 | Großsteingrab Spahn 2 („Steenberg“)                                                         | Spahnharrenstätte, OT Spahn                            | EL        | Ganggrab                                     | |                                                                  |
| 627 | Großsteingrab Steden 1                                                                      | Holste, OT Steden                                      | OHZ       | Ganggrab                                     | | Großsteingrab Steden 1                                           |
| 628 | Großsteingrab Steden 2                                                                      | Holste, OT Steden                                      | OHZ       | Ganggrab                                     | | Großsteingrab Steden 2                                           |
|     | Großsteingrab Steden 3                                                                      | Holste, OT Steden                                      | OHZ       | Onbekend                                     | | Großsteingrab Steden 3                                           |
| 674 | Großsteingrab Steinbeck (Hünenschloss)                                                      | Buchholz in der Nordheide, OT Steinbeck                | WL        | Onbekend                                     | |                                                                  |
| 649 | Großsteingrab Steinfeld 1                                                                   | Bülstedt, OT Steinfeld                                 | ROW       | Ganggrab                                     | | Großsteingrab Steinfeld 1                                        |
| 650 | Großsteingrab Steinfeld 2                                                                   | Bülstedt, OT Steinfeld                                 | ROW       | Ganggrab                                     | | Großsteingrab Steinfeld 2                                        |
| 941 | Großsteingrab Steinloger Kellersteine 1                                                     | Großenkneten, OT Steinloge                             | OL        |                                              | | Großsteingrab Steinloger Kellersteine 1                          |
| 942 | Großsteingrab Steinloger Kellersteine 2                                                     | Großenkneten, OT Steinloge                             | OL        |                                              | | Großsteingrab Steinloger Kellersteine 2                          |
| 813 | Großsteingrab Stöckse („Teufelsbett“)                                                       | Stöckse                                                | NI        | Ganggrab                                     | | Großsteingrab Stöckse                                            |
| 975 | Großsteingrab Stüvenmühle 1                                                                 | Visbek                                                 | VEC       |                                              | |                                                                  |
|     | Großsteingrab Süpplingen                                                                    | Süpplingen                                             | HE        |                                              | |                                                                  |
| 817 | Großsteingrab Tannenhausen („Butter, Brot und Käse“)                                        | Aurich, OT Tannenhausen                                | AUR       | Ganggrab                                     | zwei benachbarte Grabkammern, vermutlich in einem Hünenbett gelegen | Großsteingrab Tannenhausen                                       |
| 914 | Großsteingrab Teufelssteine („Teufelssteine“, „Düvelsteine“, „Lehzensteine“, „Teufelsbett“) | Osnabrück, OT Voxtrup                                  | OS        | Ganggrab                                     | Onderdeel van de „Straße der Megalithkultur“ | Großsteingrab Teufelssteine Voxtrup                              |
| 959 | Großsteingrab Teufelssteine (Molbergen) (Großsteingrab Bischofsbrück 1)                     | Molbergen, OT Peheim (Bischofsbrück)                   | CLP       |                                              | Onderdeel van de „Straße der Megalithkultur“ | Großsteingrab Teufelssteine Bischofsbrück                        |
| 953 | Großsteingrab Thölstedt („Große Steine“)                                                    | Wildeshausen, OT Thölstedt                             | OL        | Ganggrab                                     | Onderdeel van de „Straße der Megalithkultur“ | Großsteingrab Thölstedt                                          |
| 874 | Großsteingrab Thuine (Großsteingrab in der Kunkenvenne)                                     | Thuine                                                 | EL        | Ganggrab                                     | Onderdeel van de „Straße der Megalithkultur“ | Großsteingrab Thuine                                             |
| 714 | Großsteingrab Tosterglope 1                                                                 | Tosterglope                                            | LG        | Onbekend                                     | |                                                                  |
| 713 | Großsteingrab Tosterglope 2                                                                 | Tosterglope                                            | LG        | kammerloses Hünenbett                        | |                                                                  |
| 897 | Großsteingrab Ueffeln („Wiemelsberger Steine“)                                              | Bramsche, OT Ueffeln                                   | OS        | Ganggrab                                     | Onderdeel van de „Straße der Megalithkultur“ | Großsteingrab Ueffeln                                            |
| 916 | Großsteingrab Vehrte 1 („Teufels Backofen“)                                                 | Belm, OT Vehrte                                        | OS        | Ganggrab                                     | Onderdeel van de „Straße der Megalithkultur“ | Großsteingrab Vehrte 1                                           |
| 915 | Großsteingrab Vehrte 2 („Teufels Backtrog“)                                                 | Belm, OT Vehrte                                        | OS        | erweiterter Dolmen                           | Onderdeel van de „Straße der Megalithkultur“ | Großsteingrab Vehrte 2                                           |
| 952 | Großsteingrab Visbeker Braut                                                                | Wildeshausen, OT Holzhausen                            | OL        |                                              | Onderdeel van de „Straße der Megalithkultur“ | Großsteingrab Visbeker Braut                                     |
| 934 | Großsteingrab Visbeker Bräutigam 1                                                          | Großenkneten                                           | OL        | Ganggrab                                     | Onderdeel van de „Straße der Megalithkultur“ | Großsteingrab Visbeker Bräutigam 1                               |
| 935 | Großsteingrab Visbeker Bräutigam 2                                                          | Großenkneten                                           | OL        | Ganggrab                                     | Onderdeel van de „Straße der Megalithkultur“ | Großsteingrab Visbeker Bräutigam 2                               |
| 936 | Großsteingrab Visbeker Bräutigam 3 („Visbeker Bräutigam“)                                   | Großenkneten                                           | OL        |                                              | Onderdeel van de „Straße der Megalithkultur“ | Großsteingrab Visbeker Bräutigam 3                               |
| 937 | Großsteingrab Visbeker Bräutigam 4                                                          | Großenkneten                                           | OL        | Ganggrab                                     | Onderdeel van de „Straße der Megalithkultur“ | Großsteingrab Visbeker Bräutigam 4                               |
| 938 | Großsteingrab Visbeker Bräutigam 5 („Brautwagen“)                                           | Großenkneten                                           | OL        |                                              | Onderdeel van de „Straße der Megalithkultur“ | Großsteingrab Visbeker Bräutigam 5                               |
|     | Großsteingrab Völkersen                                                                     | Langwedel (Weser), OT Völkersen                        | VER       |                                              | |                                                                  |
| 821 | Großsteingrab Vrees 1 („Plingenberger Steine im langen Sand“)                               | Vrees                                                  | EL        |                                              | |                                                                  |
| 870 | Großsteingrab Wachtum                                                                       | Löningen, OT Wachtum                                   | CLP       |                                              | | Großsteingrab Wachtum                                            |
|     | Großsteingrab Wallhöfen                                                                     | Vollersode, OT Wallhöfen                               | OHZ       |                                              | | Großsteingrab Wallhöfen                                          |
| 605 | Großsteingrab Wanhöden („Riesenhütte“)                                                      | Nordholz, OT Wanhöden                                  | CUX       | Onbekend                                     | | Großsteingrab Wanhöden                                           |
| 611 | Großsteingrab Wehden                                                                        | Schiffdorf, OT Wehden                                  | CUX       | Ganggrab                                     | | Großsteingrab Wehden                                             |
|     | Großsteingrab Welsede                                                                       | Hessisch Oldendorf, OT Welsede                         | HM        |                                              | mögliches Großsteingrab, von dem wahrscheinlich noch einige Wandplatten erhalten sind |                                                                  |
| 671 | Großsteingrab Wenzendorf (Großsteingrab Wennerstorf, „Margaretenstein“)                     | Wenzendorf                                             | WL        | Großdolmen                                   | |                                                                  |
| 830 | Großsteingrab Werlte („Die hohen Steine“, „De hoogen Stener“)                               | Werlte                                                 | EL        | Ganggrab                                     | Onderdeel van de „Straße der Megalithkultur“ | Großsteingrab Werlte                                             |
| 822 | Großsteingrab Werpeloh I („Steenhus“)                                                       | Werpeloh                                               | EL        |                                              | Onderdeel van de „Straße der Megalithkultur“ | Großsteingrab Werpeloh II                                        |
| 823 | Großsteingrab Werpeloh 2                                                                    | Werpeloh                                               | EL        |                                              | Onderdeel van de „Straße der Megalithkultur“ | Großsteingrab Werpeloh II                                        |
| 824 | Großsteingrab Werpeloh 3                                                                    | Werpeloh                                               | EL        |                                              | |                                                                  |
| 825 | Großsteingrab Werpeloh 4                                                                    | Werpeloh                                               | EL        |                                              | Onderdeel van de „Straße der Megalithkultur“ | Großsteingrab Werpeloh 4                                         |
| 826 | Großsteingrab Werpeloh 5                                                                    | Werpeloh                                               | EL        |                                              | Onderdeel van de „Straße der Megalithkultur“ |                                                                  |
| 864 | Großsteingrab Westerloh 1                                                                   | Haselünne, OT Westerloh                                | EL        | Ganggrab                                     | | Großsteingrab Westerloh 1                                        |
| 863 | Großsteingrab Westerloh 2                                                                   | Haselünne, OT Westerloh                                | EL        | Ganggrab                                     | |                                                                  |
| 631 | Großsteingrab Westernwanna 1                                                                | Wanna, OT Westernwanna                                 | CUX       | Erweiterter Dolmen                           | | Großsteingrab Wanna 1                                            |
| 632 | Großsteingrab Westernwanna 2                                                                | Wanna, OT Westernwanna                                 | CUX       | Großdolmen oder Ganggrab                     | | Großsteingrab Wanna 2                                            |
| 633 | Großsteingrab Westernwanna 3                                                                | Wanna, OT Westernwanna                                 | CUX       | Ganggrab                                     | | Großsteingrab Wanna 3                                            |
| 634 | Großsteingrab Westernwanna 4                                                                | Wanna, OT Westernwanna                                 | CUX       | Ganggrab                                     | | Großsteingrab Wanna 4                                            |
| 635 | Großsteingrab Westernwanna 5                                                                | Wanna, OT Westernwanna                                 | CUX       | Ganggrab                                     | | Großsteingrab Wanna 5                                            |
| 636 | Großsteingrab Westernwanna 6                                                                | Wanna, OT Westernwanna                                 | CUX       | Großdolmen oder Ganggrab                     | | Großsteingrab Wanna 6                                            |
| 637 | Großsteingrab Westernwanna 7 („Karlskirche“, „Kleine Kronskark“)                            | Wanna, OT Westernwanna                                 | CUX       | Ganggrab                                     | | Großsteingrab Wanna 7                                            |
| 638 | Großsteingrab Westernwanna 8                                                                | Wanna, OT Westernwanna                                 | CUX       | Onbekend                                     | | Großsteingrab Wanna 8                                            |
| 639 | Großsteingrab Westernwanna 9                                                                | Wanna, OT Westernwanna                                 | CUX       | Onbekend                                     | | Großsteingrab Wanna 9                                            |
| 640 | Großsteingrab Westernwanna 10 („Kronskark“)                                                 | Wanna, OT Westernwanna                                 | CUX       | Ganggrab                                     | | Großsteingrab Wanna 10                                           |
| 642 | Großsteingrab Westernwanna 12                                                               | Wanna, OT Westernwanna                                 | CUX       | Großdolmen oder Ganggrab                     | | Großsteingrab Wanna 12                                           |
| 643 | Großsteingrab Westernwanna 13                                                               | Wanna, OT Westernwanna                                 | CUX       | Großdolmen oder Ganggrab                     | | Großsteingrab Wanna 13                                           |
|     | Großsteingrab Westernwanna 14                                                               | Wanna, OT Westernwanna                                 | CUX       | Onbekend                                     | | Großsteingrab Wanna 14                                           |
| 771 | Großsteingrab Westerweyhe                                                                   | Uelzen, OT Westerweyhe                                 | UE        | Onbekend                                     | |                                                                  |
| 681 | Großsteingrab Wetzen                                                                        | Oldendorf (Luhe), OT Wetzen                            | LG        | Ganggrab                                     | | Großsteingrab Wetzen                                             |
| 724 | Großsteingrab Wietzetze 1                                                                   | Hitzacker (Elbe), OT Wietzetze                         | DAN       | Ganggrab                                     | |                                                                  |
| 725 | Großsteingrab Wietzetze 2                                                                   | Hitzacker (Elbe), OT Wietzetze                         | DAN       | Ganggrab                                     | | Großsteingrab Wietzetze 2                                        |
| 644 | Großsteingrab Wingst                                                                        | Wingst                                                 | CUX       | Onbekend                                     | | Großsteingrab Wingst                                             |
| 739 | Großsteingrab Winterweyhe                                                                   | Schnega, OT Winterweyhe                                | DAN       | Ganggrab                                     | |                                                                  |
| 728 | Großsteingrab Wittfeitzen                                                                   | Waddeweitz, OT Groß Wittfeitzen                        | DAN       |                                              | |                                                                  |
| 618 | Großsteingrab Wittstedt                                                                     | Hagen im Bremischen, OT Wittstedt                      | CUX       | Ganggrab                                     | | Großsteingrab Wittstedt                                          |

#### Verplaatste graven
| Nr. | Naam                                                                | Plaats                               | Landkreis | Type               | Opmerkingen | Afbeelding                    |
| --- | ------------------------------------------------------------------- | ------------------------------------ | --------- | ------------------ | --- | ----------------------------- |
|     | Galeriegrab Bredelem                                                | Langelsheim, OT Bredelem             | GS        | Galeriegrab        | onderzocht in 1959/60 en op 100 meter van de oorspronkelijke plek weer opgebouwd. Een verplaatste menhir is tegenwoordig te zien in het Braunschweigisches Landesmuseum, afdeling archeologie, in Wolfenbüttel. Bij het gereconstrueerde graf werd een kopie neergezet. | Galeriegrab Bredelem          |
|     | Großsteingrab Düste (Großsteingrab Barnstorf, Großsteingrab Walsen) | Eydelstedt, OT Düste                 | DH        | Ganggrab           | ontdekt in 1984, na onderzoek aan de rand van Barnstorf opgebouwd |                               |
| 970 | Großsteingrab Dwerschsonderling                                     | Lastrup                              | CLP       |                    | vlak bij Großsteingrab am Sonderling gelegen; in de jaren 1880 zo'n 20 meter vanaf de oorspronkelijke plek weer opgebouwd (en niet naar de vorm van het origineel) |                               |
|     | Großsteingrab Groß Steinum 1 (Großsteingrab am Dorm)                | Königslutter am Elm, OT Groß Steinum | HE        | Ganggrab           | tijdens de vondst op grote schaal vernietigd, vlak bij de oorspronkelijke plek gereconstrueerd (maar niet naar de vorm van het origineel) |                               |
|     | Großsteingrab Hilter                                                | Hilter am Teutoburger Wald           | OS        |                    | in 1902 en 1983 onderzocht, zo'n 300 meter van de oorspronkelijke plek weer opgebouwd met veel onderdelen die niet origineel zijn |                               |
| 947 | Großsteingrab Kleinenkneten 3                                       | Dötlingen                            | OL        |                    | in de jaren 1930 afgebroken en weer opgebouwd bij Kleinenkneten | Großsteingrab Kleinenkneten 3 |
| 798 | Großsteingrab Lehmke 1                                              | Wrestedt, OT Lehmke                  | UE        |                    | vernietigd in 1971 en in 1975 in Museumsdorf Hösseringen weer opgebouwd |                               |
|     | Großsteingrab Nordsteimke                                           | Wolfsburg, OT Nordsteimke            | WOB       | erweiterter Dolmen | in 1968 op een veld ontdekt, in het dorp opgebouwd in 1975 en verplaatst in 2008 | Großsteingrab Nordsteimke     |
| 835 | Großsteingrab Ostenwalde 1                                          | Werlte, OT Ostenwalde                | EL        | Ganggrab           | zo'n 70 meter van de oorspronkelijke plek opgebouwd, onderdeel van de „Straße der Megalithkultur“ | Großsteingrab Ostenwalde 1    |
|     | Großsteingrab Süpplingenburg                                        | Süpplingenburg                       | HE        |                    | in 1982 vanuit een veld verplaatst naar Sandteich verplaatst | Großsteingrab Süpplingenburg  |
| 641 | Großsteingrab Westernwanna 11                                       | Wanna, OT Westernwanna               | CUX       |                    | uitgegraven in 1963 en zo'n vier kilometer van de oorspronkelijke plek voor de school van Wanna weer opgebouwd | Großsteingrab Wanna 11        |

#### Vernietigde graven
| Nr. | Naam                                                                                | Plaats                                           | Landkreis | Type                      | Opmerkingen | Afbeelding                     |
| --- | ----------------------------------------------------------------------------------- | ------------------------------------------------ | --------- | ------------------------- | --- | ------------------------------ |
|     | Großsteingrab Achim 1                                                               | Achim                                            | VER       |                           | |                                |
|     | Großsteingrab Achim 2                                                               | Achim                                            | VER       |                           | |                                |
|     | Großsteingrab Achim 3                                                               | Achim                                            | VER       |                           | |                                |
|     | Großsteingrab Albstedt                                                              | Hagen im Bremischen, OT Albstedt                 | CUX       |                           | |                                |
|     | Großsteingrab Allenbostel 1                                                         | Hanstedt, OT Allenbostel                         | UE        |                           | |                                |
|     | Großsteingrab Allenbostel 2                                                         | Hanstedt, OT Allenbostel                         | UE        |                           | |                                |
|     | Großsteingrab Alt Garge                                                             | Bleckede, OT Alt Garge                           | LG        |                           | |                                |
|     | Großsteingrab Altenboitzen                                                          | Walsrode, OT Altenboitzen                        | HK        |                           | in 1890 vernietigd |                                |
|     | Großsteingräber bei Altenboitzen                                                    | Walsrode, OT Altenboitzen                        | HK        |                           | weitere zerstörte Anlagen |                                |
| 755 | Großsteingrab Altenmedingen 4                                                       | Altenmedingen                                    | UE        |                           | |                                |
| 756 | Großsteingrab Altenmedingen 5                                                       | Altenmedingen                                    | UE        |                           | |                                |
| 757 | Großsteingrab Altenmedingen 6                                                       | Altenmedingen                                    | UE        | Großdolmen                | |                                |
|     | Großsteingrab Altenmedingen 7                                                       | Altenmedingen                                    | UE        |                           | |                                |
|     | Großsteingrab Altenmedingen 8                                                       | Altenmedingen                                    | UE        |                           | |                                |
|     | Großsteingrab Altenmedingen 9                                                       | Altenmedingen                                    | UE        |                           | |                                |
|     | Großsteingrab Altenmedingen 10                                                      | Altenmedingen                                    | UE        |                           | |                                |
|     | Großsteingrab Altenmedingen 11                                                      | Altenmedingen                                    | UE        |                           | |                                |
|     | Großsteingrab Altenmedingen 12                                                      | Altenmedingen                                    | UE        |                           | |                                |
|     | Großsteingrab Altenmedingen 13                                                      | Altenmedingen                                    | UE        |                           | |                                |
|     | Großsteingrab Altenmedingen 14                                                      | Altenmedingen                                    | UE        |                           | |                                |
|     | Großsteingrab Altenmedingen 15                                                      | Altenmedingen                                    | UE        |                           | |                                |
|     | Großsteingrab Altenmedingen 16                                                      | Altenmedingen                                    | UE        |                           | |                                |
|     | Großsteingrab Altenmedingen 17                                                      | Altenmedingen                                    | UE        |                           | |                                |
|     | Großsteingrab Altenmedingen 18                                                      | Altenmedingen                                    | UE        |                           | |                                |
|     | Großsteingrab Altenmedingen 19                                                      | Altenmedingen                                    | UE        |                           | |                                |
|     | Großsteingrab Altenmedingen 20                                                      | Altenmedingen                                    | UE        |                           | ten westen van Altenmedingen |                                |
|     | Großsteingrab Altenmedingen 21                                                      | Altenmedingen                                    | UE        |                           | ten westen van Altenmedingen |                                |
|     | Großsteingrab Altenmedingen 22                                                      | Altenmedingen                                    | UE        |                           | ten westen van Altenmedingen |                                |
|     | Großsteingrab Altenmedingen 23                                                      | Altenmedingen                                    | UE        |                           | ten westen van Altenmedingen |                                |
|     | Großsteingrab Altenmedingen 24                                                      | Altenmedingen                                    | UE        |                           | ten westen van Altenmedingen |                                |
|     | Großsteingrab Altenwalde 1                                                          | Cuxhaven, OT Altenwalde                          | CUX       |                           | |                                |
|     | Großsteingrab Altenwalde 2                                                          | Cuxhaven, OT Altenwalde                          | CUX       |                           | |                                |
|     | Großsteingrab Alvesen                                                               | Rosengarten, OT Alvesen                          | WL        |                           | |                                |
|     | Großsteingrab Anderlingen 1                                                         | Anderlingen                                      | ROW       |                           | |                                |
|     | Großsteingrab Anderlingen 2                                                         | Anderlingen                                      | ROW       |                           | |                                |
|     | Großsteingrab Anderlingen 3                                                         | Anderlingen                                      | ROW       |                           | |                                |
|     | Großsteingrab Ankelohe 1                                                            | Bad Bederkesa, OT Ankelohe                       | CUX       |                           | |                                |
|     | Großsteingrab Ankelohe 2                                                            | Bad Bederkesa, OT Ankelohe                       | CUX       |                           | |                                |
|     | Großsteingrab Ankelohe 3                                                            | Bad Bederkesa, OT Ankelohe                       | CUX       |                           | |                                |
|     | Großsteingrab Apensen 1                                                             | Apensen                                          | STD       |                           | |                                |
|     | Großsteingrab Apensen 2                                                             | Apensen                                          | STD       |                           | |                                |
|     | Großsteingrab Apensen 3                                                             | Apensen                                          | STD       |                           | |                                |
|     | Großsteingrab Augustendorf („Klocksteine“)                                          | Friesoythe, OT Augustendorf                      | CLP       |                           | |                                |
|     | Großsteingrab Axstedt 2                                                             | Axstedt                                          | OHZ       | Ganggrab                  | |                                |
|     | Großsteingrab Baccum 3                                                              | Lingen (Ems), OT Baccum                          | EL        |                           | |                                |
|     | Großsteingrab Baccum 4                                                              | Lingen (Ems), OT Baccum                          | EL        |                           | |                                |
|     | Großsteingrab Baccum 5                                                              | Lingen (Ems), OT Baccum                          | EL        |                           | |                                |
|     | Großsteingrab Baccum 6                                                              | Lingen (Ems), OT Baccum                          | EL        |                           | |                                |
| 946 | Großsteingrab Badberger Sand                                                        | Dötlingen                                        | OL        |                           | |                                |
|     | Großsteingrab Bahlburg 1                                                            | Winsen (Luhe), OT Bahlburg                       | WL        |                           | |                                |
|     | Großsteingrab Bahlburg 2                                                            | Winsen (Luhe), OT Bahlburg                       | WL        |                           | |                                |
|     | Großsteingrab Bahlburg 3                                                            | Winsen (Luhe), OT Bahlburg                       | WL        |                           | |                                |
|     | Großsteingrab Bahnsen                                                               | Suderburg, OT Bahnsen                            | UE        |                           | |                                |
|     | Großsteingrab Bargstedt                                                             | Bargstedt                                        | STD       |                           | |                                |
|     | Großsteingrab Barskamp 8                                                            | Bleckede, OT Barskamp                            | LG        |                           | |                                |
|     | Großsteingrab Barskamp 9                                                            | Bleckede, OT Barskamp                            | LG        |                           | |                                |
|     | Großsteingrab Barskamp 10                                                           | Bleckede, OT Barskamp                            | LG        |                           | |                                |
|     | Großsteingrab Barskamp 11                                                           | Bleckede, OT Barskamp                            | LG        |                           | |                                |
|     | Großsteingrab Barskamp 12                                                           | Bleckede, OT Barskamp                            | LG        |                           | |                                |
|     | Großsteingrab Barskamp 13                                                           | Bleckede, OT Barskamp                            | LG        |                           | |                                |
|     | Großsteingrab Barskamp 14                                                           | Bleckede, OT Barskamp                            | LG        |                           | |                                |
|     | Großsteingrab Basdahl                                                               | Basdahl                                          | ROW       |                           | |                                |
|     | Großsteingrab Beckdorf 1                                                            | Beckdorf                                         | STD       |                           | |                                |
|     | Großsteingrab Beckdorf 2                                                            | Beckdorf                                         | STD       |                           | |                                |
|     | Großsteingrab Beckdorf 3                                                            | Beckdorf                                         | STD       |                           | |                                |
|     | Großsteingrab Bederkesa 1                                                           | Bad Bederkesa                                    | CUX       |                           | |                                |
|     | Großsteingrab Bederkesa 2                                                           | Bad Bederkesa                                    | CUX       |                           | |                                |
|     | Großsteingrab Berge 2                                                               | Berge                                            | OS        |                           | |                                |
|     | Großsteingrab Bernte („Dobbenstein“)                                                | Emsbüren, OT Leschede (Bernte)                   | EL        |                           | |                                |
|     | Großsteingrab Beseland                                                              | Clenze, OT Beseland                              | DAN       |                           | |                                |
|     | Großsteingrab Bevensen 1                                                            | Bad Bevensen                                     | UE        |                           | |                                |
|     | Großsteingrab Bevensen 2                                                            | Bad Bevensen                                     | UE        |                           | |                                |
|     | Großsteingrab Bevensen 3                                                            | Bad Bevensen                                     | UE        |                           | |                                |
|     | Großsteingrab Bevern                                                                | Bremervörde, OT Bevern                           | ROW       |                           | |                                |
|     | Großsteingrab Beverstedt 1                                                          | Beverstedt                                       | CUX       |                           | |                                |
|     | Großsteingrab Beverstedt 2                                                          | Beverstedt                                       | CUX       |                           | |                                |
|     | Großsteingrab Bexhövede 2                                                           | Loxstedt, OT Bexhövede                           | CUX       |                           | |                                |
|     | Großsteingrab Bierden 1                                                             | Achim, OT Bierden                                | VER       |                           | |                                |
|     | Großsteingrab Bierden 2                                                             | Achim, OT Bierden                                | VER       |                           | |                                |
| 960 | Großsteingrab Bischofsbrück 2                                                       | Molbergen, OT Peheim (Bischofsbrück)             | CLP       |                           | |                                |
|     | Großsteingrab Bischofsbrück 3                                                       | Molbergen, OT Peheim (Bischofsbrück)             | CLP       |                           | |                                |
|     | Großsteingrab Bliedersdorf 5                                                        | Bliedersdorf                                     | STD       |                           | |                                |
|     | Großsteingrab Bliedersdorf 6                                                        | Bliedersdorf                                     | STD       |                           | |                                |
|     | Großsteingrab Bockholt                                                              | Soltendieck, OT Bockholt                         | UE        |                           | |                                |
|     | Großsteingrab Bockholte                                                             | Werlte, OT Bockholte                             | EL        |                           | |                                |
|     | Großsteingrab Bockhorn                                                              | Walsrode, OT Bockhorn                            | HK        |                           | |                                |
|     | Großsteingräber bei Bokel                                                           | Beverstedt, OT Bokel                             | CUX       |                           | meerdere vernietigde onderdelen |                                |
|     | Großsteingräber bei Bollensen                                                       | Wieren, OT Bollensen                             | UE        |                           | meerdere vernietigde onderdelen |                                |
|     | Großsteingrab Bookhof                                                               | Herzlake, OT Bookhof                             | EL        |                           | |                                |
|     | Großsteingrab Börger 4 („König Surbolds Grab“)                                      | Börger                                           | EL        |                           | |                                |
| 742 | Großsteingrab Bornsen (3)                                                           | Bienenbüttel, OT Bornsen                         | UE        |                           | | Großsteingrab Bornsen (3)      |
|     | Großsteingrab Bornsen 7                                                             | Bienenbüttel, OT Bornsen                         | UE        |                           | Nummering van Estorff |                                |
|     | Großsteingrab Bornsen D                                                             | Bienenbüttel, OT Bornsen                         | UE        |                           | Nummering naar Wächter; classificatie als Großsteingrab onzeker |                                |
|     | Großsteingrab Bramsche-Wesel 2                                                      | Lingen (Ems), OT Bramsche (Wesel)                | EL        |                           | |                                |
|     | Großsteingrab Bramsche-Wesel 3                                                      | Lingen (Ems), OT Bramsche (Wesel)                | EL        |                           | |                                |
|     | Großsteingrab Bramstedt 1                                                           | Bramstedt                                        | CUX       |                           | |                                |
|     | Großsteingrab Bramstedt 2                                                           | Bramstedt                                        | CUX       |                           | |                                |
|     | Großsteingrab Brauel                                                                | Zeven, OT Brauel                                 | ROW       |                           | |                                |
|     | Großsteingrab Breddorf                                                              | Breddorf                                         | ROW       |                           | |                                |
|     | Großsteingrab Bremervörde                                                           | Bremervörde                                      | ROW       |                           | |                                |
|     | Großsteingrab auf Brengelmanns Eschkämpe                                            | Wildeshausen, OT Kleinenkneten                   | OL        |                           | |                                |
|     | Großsteingräber bei Brill                                                           | Dunum, OT Brill                                  | WTM       |                           | eventueel meerdere vernietigde onderdelen |                                |
| 787 | Großsteingrab Brockhimbergen 1                                                      | Himbergen, OT Brockhimbergen                     | UE        |                           | | Großsteingrab Brockhimbergen 1 |
| 788 | Großsteingrab Brockhimbergen 2                                                      | Himbergen, OT Brockhimbergen                     | UE        |                           | | Großsteingrab Brockhimbergen 2 |
| 789 | Großsteingrab Brockhimbergen 3                                                      | Himbergen, OT Brockhimbergen                     | UE        |                           | | Großsteingrab Brockhimbergen 3 |
|     | Großsteingrab Brockhimbergen (4)                                                    | Himbergen, OT Brockhimbergen                     | UE        |                           | |                                |
|     | Großsteingrab Buchholz                                                              | Buchholz in der Nordheide                        | WL        | Ganggrab                  | |                                |
|     | Großsteingrab Dahlem 2                                                              | Dahlem                                           | LG        |                           | |                                |
|     | Großsteingrab Dahlenburg 1                                                          | Dahlenburg                                       | LG        |                           | |                                |
|     | Großsteingrab Dahlenburg 2                                                          | Dahlenburg                                       | LG        |                           | |                                |
|     | Großsteingrab Dahlenburg 3                                                          | Dahlenburg                                       | LG        |                           | |                                |
|     | Großsteingrab Damme (4)                                                             | Damme (Dümmer)                                   | VEC       |                           | vlak bij graf Damme 1 (nr. 978) gelegen |                                |
|     | Großsteingrab Damme-Grevern                                                         | Damme (Dümmer), OT Nienhausen                    | VEC       |                           | tussen Grevern en Hinnenkamp gelegen |                                |
|     | Großsteingrab Damme-Nienhausen                                                      | Damme (Dümmer), OT Nienhausen                    | VEC       |                           | |                                |
|     | Großsteingrab Damme-Ossenbeck                                                       | Damme (Dümmer), OT Ossenbeck                     | VEC       |                           | |                                |
|     | Großsteingrab Damme-Siershausen                                                     | Damme (Dümmer), OT Siershausen                   | VEC       |                           | |                                |
|     | Großsteingrab Deinstedt                                                             | Deinstedt                                        | ROW       |                           | |                                |
|     | Großsteingrab Dielingdorf                                                           | Melle, OT Dielingdorf                            | OS        |                           | |                                |
|     | Großsteingrab Donnern                                                               | Loxstedt, OT Donnern                             | CUX       |                           | |                                |
|     | Großsteingrab Dorfhagen 1                                                           | Hagen im Bremischen, OT Dorfhagen                | CUX       |                           | |                                |
|     | Großsteingrab Dorfhagen 2                                                           | Hagen im Bremischen, OT Dorfhagen                | CUX       |                           | |                                |
|     | Großsteingrab Dorfhagen 3                                                           | Hagen im Bremischen, OT Dorfhagen                | CUX       |                           | |                                |
| 792 | Großsteingrab Dörmte 1                                                              | Oetzen, OT Dörmte                                | UE        |                           | |                                |
|     | Großsteingrab Dörmte 2                                                              | Oetzen, OT Dörmte                                | UE        |                           | |                                |
|     | Großsteingrab Dörmte 3                                                              | Oetzen, OT Dörmte                                | UE        |                           | |                                |
|     | Großsteingrab Drantum                                                               | Emstek, OT Drantum                               | CLP       |                           | |                                |
|     | Großsteingrab Drentsteine („Drentsteine“, „Drennsteine“, „Dreisteine“)              | Molbergen, OT Peheim                             | CLP       |                           | |                                |
|     | Großsteingrab Driftsethe                                                            | Driftsethe                                       | CUX       |                           | |                                |
|     | Großsteingräber bei Driftsethe                                                      | Driftsethe                                       | CUX       |                           | meerdere vernietigde onderdelen |                                |
|     | Großsteingräber bei Drögennottorf                                                   | Römstedt, OT Drögennottorf                       | UE        |                           | meerdere vernietigde onderdelen |                                |
|     | Großsteingrab Düring                                                                | Loxstedt, OT Düring                              | CUX       |                           | |                                |
|     | Großsteingrab Ebstorf                                                               | Ebstorf                                          | UE        |                           | |                                |
| 747 | Großsteingrab Edendorf 3                                                            | Bienenbüttel, OT Edendorf                        | UE        |                           | | Großsteingrab Edendorf 3       |
| 748 | Großsteingrab Edendorf 4                                                            | Bienenbüttel, OT Edendorf                        | UE        |                           | | Großsteingrab Edendorf 4       |
| 749 | Großsteingrab Edendorf 5                                                            | Bienenbüttel, OT Edendorf                        | UE        |                           | | Großsteingrab Edendorf 5       |
| 750 | Großsteingrab Edendorf 6                                                            | Bienenbüttel, OT Edendorf                        | UE        |                           | | Großsteingrab Edendorf 6       |
| 751 | Großsteingrab Edendorf 7                                                            | Bienenbüttel, OT Edendorf                        | UE        |                           | | Großsteingrab Edendorf 7       |
|     | Großsteingrab Edendorf 8                                                            | Bienenbüttel, OT Edendorf                        | UE        |                           | |                                |
|     | Großsteingrab Edendorf 9                                                            | Bienenbüttel, OT Edendorf                        | UE        |                           | |                                |
|     | Großsteingrab Edendorf 10                                                           | Bienenbüttel, OT Edendorf                        | UE        |                           | |                                |
|     | Großsteingrab Edendorf 11                                                           | Bienenbüttel, OT Edendorf                        | UE        |                           | |                                |
|     | Großsteingrab Edendorf 12                                                           | Bienenbüttel, OT Edendorf                        | UE        |                           | |                                |
|     | Großsteingrab Edendorf 13                                                           | Bienenbüttel, OT Edendorf                        | UE        |                           | |                                |
|     | Großsteingrab Edendorf 14                                                           | Bienenbüttel, OT Edendorf                        | UE        |                           | |                                |
|     | Großsteingrab Eggestedt                                                             | Schwanewede, OT Eggestedt                        | OHZ       |                           | |                                |
|     | Großsteingrab Ehestorf                                                              | Rosengarten, OT Ehestorf                         | WL        |                           | |                                |
|     | Großsteingrab Ellenbeck                                                             |                                                  | UE        |                           | |                                |
|     | Großsteingrab Elmlohe                                                               | Elmlohe                                          | CUX       |                           | |                                |
|     | Großsteingrab Emmeln 1                                                              | Haren (Ems), OT Emmeln                           | EL        |                           | |                                |
|     | Großsteingrab Emmeln 2                                                              | Haren (Ems), OT Emmeln                           | EL        |                           | |                                |
|     | Großsteingrab Emmendorf 1                                                           | Emmendorf                                        | UE        |                           | |                                |
| 772 | Großsteingrab Emmendorf 2                                                           | Emmendorf                                        | UE        | vermoedelijk een Ganggrab | | Großsteingrab Emmendorf 2      |
|     | Großsteingrab Emmendorf 3                                                           | Emmendorf                                        | UE        |                           | |                                |
|     | Großsteingrab Emmendorf 4                                                           | Emmendorf                                        | UE        |                           | |                                |
|     | Großsteingrab Emmendorf 5                                                           | Emmendorf                                        | UE        |                           | |                                |
|     | Großsteingrab Emmendorf 6                                                           | Emmendorf                                        | UE        |                           | |                                |
|     | Großsteingrab Emmendorf 7                                                           | Emmendorf                                        | UE        |                           | |                                |
|     | Großsteingrab Emmendorf 8                                                           | Emmendorf                                        | UE        |                           | |                                |
|     | Großsteingrab Emmendorf 9                                                           | Emmendorf                                        | UE        |                           | |                                |
|     | Großsteingrab Emmendorf 10                                                          | Emmendorf                                        | UE        |                           | |                                |
|     | Großsteingrab Engeo 1                                                               | Bremervörde, OT Engeo                            | ROW       |                           | |                                |
|     | Großsteingrab Engeo 2                                                               | Bremervörde, OT Engeo                            | ROW       |                           | |                                |
|     | Großsteingrab Esterholz                                                             | Wrestedt, OT Esterholz                           | UE        |                           | |                                |
|     | Großsteingrab Falschheide                                                           | Großenkneten, OT Ahlhorn                         | OL        | Ganggrab                  | |                                |
|     | Großsteingrab Farven 1                                                              | Bremervörde                                      | ROW       |                           | |                                |
|     | Großsteingrab Farven 2                                                              | Bremervörde                                      | ROW       |                           | |                                |
|     | Großsteingrab Farven 3                                                              | Bremervörde                                      | ROW       |                           | |                                |
|     | Großsteingrab Flechum                                                               | Haselünne, OT Flechum                            | EL        |                           | |                                |
|     | Großsteingrab Flögeln 3 („Dansenstein“)                                             | Flögeln                                          | CUX       |                           | |                                |
|     | Großsteingrab Forstort Großenholz („Prinzengruft“)                                  |                                                  | ROW       |                           | |                                |
|     | Großsteingrab Forstort Wendel                                                       |                                                  | ROW       |                           | |                                |
|     | Großsteingrab Frelsdorf                                                             | Beverstedt, OT Frelsdorf                         | CUX       |                           | |                                |
|     | Großsteingrab Freren 2                                                              | Freren                                           | EL        |                           | |                                |
|     | Großsteingrab Freschluneberg 1                                                      | Beverstedt, OT Lunestedt (Freschluneberg)        | CUX       |                           | |                                |
|     | Großsteingrab Freschluneberg 2                                                      | Beverstedt, OT Lunestedt (Freschluneberg)        | CUX       |                           | |                                |
|     | Großsteingrab Freschluneberg 3                                                      | Beverstedt, OT Lunestedt (Freschluneberg)        | CUX       |                           | |                                |
|     | Großsteingrab Ganderkesee 5                                                         | Ganderkesee                                      | OL        |                           | |                                |
|     | Großsteingrab Gerdau                                                                | Gerdau                                           | UE        |                           | |                                |
|     | Großsteingräber bei Gersten                                                         | Gersten                                          | EL        |                           | meerdere vernietigde onderdelen |                                |
|     | Großsteingrab Gienau 5                                                              | Dahlenburg, OT Gienau                            | LG        |                           | |                                |
| 889 | Großsteingrab Giersfeld Lange                                                       | Ankum, OT Westerholte (Giersfeld)                | OS        |                           | |                                |
| 890 | Großsteingrab Giersfeld Rickelmann III                                              | Ankum, OT Westerholte (Giersfeld)                | OS        |                           | |                                |
| 877 | Großsteingrab Gleesen 1                                                             | Emsbüren, OT Gleesen                             | EL        | Ganggrab                  | 1893 vernietigd bij de aanleg van een kanaal |                                |
|     | Großsteingrab Gleesen 2 (Großsteingrab Hasselt)                                     | Emsbüren, OT Gleesen (Hasselt)                   | EL        |                           | in 1926 was er nog één versleepte deksteen aanwezig |                                |
|     | Großsteingrab Göddingen                                                             | Bleckede, OT Göddingen                           | LG        |                           | |                                |
|     | Großsteingrab Glienitz                                                              | Neu Darchau, OT Glienitz                         | DAN       |                           | |                                |
|     | Großsteingrab Gollern 1                                                             | Bad Bevensen, OT Gollern                         | UE        |                           | |                                |
|     | Großsteingrab Gollern 2                                                             | Bad Bevensen, OT Gollern                         | UE        |                           | |                                |
|     | Großsteingrab Gollern 3                                                             | Bad Bevensen, OT Gollern                         | UE        |                           | |                                |
|     | Großsteingrab Grambergen 2                                                          | Bissendorf, OT Grambergen                        | OS        |                           | |                                |
|     | Großsteingrab Gretesch 3                                                            | Osnabrück, OT Gretesch                           | OS        |                           | |                                |
|     | Großsteingrab Groß Berßen 11                                                        | Groß Berßen                                      | EL        |                           | |                                |
|     | Großsteingrab Groß Berßen 13                                                        | Groß Berßen                                      | EL        |                           | |                                |
|     | Großsteingrab Groß Fredenbeck                                                       | Groß Fredenbeck                                  | STD       |                           | |                                |
|     | Großsteingrab Groß Hesebeck 1                                                       | Bad Bevensen, OT Groß Hesebeck                   | UE        |                           | |                                |
|     | Großsteingrab Groß Hesebeck 2                                                       | Bad Bevensen, OT Groß Hesebeck                   | UE        |                           | |                                |
|     | Großsteingrab Groß Liedern 1                                                        | Uelzen, OT Groß Liedern                          | UE        |                           | |                                |
|     | Großsteingrab Groß Liedern 2                                                        | Uelzen, OT Groß Liedern                          | UE        |                           | |                                |
|     | Großsteingrab Groß Liedern 3                                                        | Uelzen, OT Groß Liedern                          | UE        |                           | |                                |
|     | Großsteingrab Groß-Stavern 5                                                        | Stavern, OT Groß-Stavern                         | EL        |                           | |                                |
|     | Großsteingrab Groß-Stavern 6                                                        | Stavern, OT Groß-Stavern                         | EL        |                           | |                                |
|     | Großsteingrab Groß-Stavern 7                                                        | Stavern, OT Groß-Stavern                         | EL        |                           | |                                |
|     | Großsteingrab Groß-Stavern 8                                                        | Stavern, OT Groß-Stavern                         | EL        |                           | |                                |
|     | Großsteingrab Groß-Stavern 14                                                       | Stavern, OT Groß-Stavern                         | EL        |                           | |                                |
|     | Großsteingrab Groß Süstedt                                                          | Gerdau, OT Groß Süstedt                          | UE        |                           | |                                |
| 767 | Großsteingrab Groß Thondorf 2                                                       | Himbergen, OT Groß Thondorf                      | UE        |                           | | Großsteingrab Groß Thondorf 2  |
|     | Großsteingrab Großenkneten                                                          | Großenkneten                                     | OL        |                           | |                                |
|     | Großsteingrab Haarstorf 1                                                           | Natendorf, OT Haarstorf                          | UE        |                           | |                                |
|     | Großsteingrab Haarstorf 2                                                           | Natendorf, OT Haarstorf                          | UE        |                           | |                                |
|     | Großsteingrab Hagen                                                                 | Hagen im Bremischen                              | CUX       |                           | |                                |
|     | Großsteingrab Hahnenknoop                                                           | Loxstedt, OT Hahnenknoop                         | CUX       | Ganggrab                  | |                                |
|     | Großsteingrab Hainmühlen                                                            | Ringstedt, OT Hainmühlen                         | CUX       |                           | |                                |
|     | Großsteingrab Halligdorf 1                                                          | Uelzen, OT Halligdorf                            | UE        |                           | |                                |
|     | Großsteingrab Halligdorf 2                                                          | Uelzen, OT Halligdorf                            | UE        |                           | |                                |
|     | Großsteingrab Halligdorf 3                                                          | Uelzen, OT Halligdorf                            | UE        |                           | |                                |
|     | Großsteingrab Hambergen                                                             | Hambergen                                        | OHZ       |                           | |                                |
| 799 | Großsteingrab Hanstedt II 1 (Großsteingrab Gansau 1)                                | Uelzen, OT Hanstedt II                           | UE        |                           | | Großsteingrab Hanstedt II 1    |
|     | Großsteingrab Hanstedt II 2 (Großsteingrab Gansau 2)                                | Uelzen, OT Hanstedt II                           | UE        |                           | |                                |
| 800 | Großsteingrab Hanstedt II 3 (Großsteingrab Gansau 3)                                | Uelzen, OT Hanstedt II                           | UE        |                           | | Großsteingrab Hanstedt II 3    |
|     | Großsteingrab Hanstedt II 4 (Großsteingrab Gansau 4)                                | Uelzen, OT Hanstedt II                           | UE        | vermoedelijk Steinkiste   | | Großsteingrab Hanstedt II 4    |
|     | Großsteingrab Hanstedt II 5                                                         | Uelzen, OT Hanstedt II                           | UE        |                           | |                                |
|     | Großsteingrab Hanstedt II 6                                                         | Uelzen, OT Hanstedt II                           | UE        |                           | |                                |
|     | Großsteingrab Harmstorf (Dahlem) 1                                                  | Dahlem, OT Harmstorf                             | LG        |                           | |                                |
|     | Großsteingrab Harmstorf (Dahlem) 2                                                  | Dahlem, OT Harmstorf                             | LG        |                           | |                                |
|     | Großsteingrab Harmstorf (Dahlem) 3                                                  | Dahlem, OT Harmstorf                             | LG        |                           | |                                |
|     | Großsteingrab Harmstorf (Dahlem) 4                                                  | Dahlem, OT Harmstorf                             | LG        |                           | |                                |
|     | Großsteingrab Harmstorf (Dahlem) 5                                                  | Dahlem, OT Harmstorf                             | LG        |                           | |                                |
|     | Großsteingrab Harmstorf (Dahlem) 6                                                  | Dahlem, OT Harmstorf                             | LG        |                           | |                                |
|     | Großsteingrab Harmstorf (Dahlem) 7                                                  | Dahlem, OT Harmstorf                             | LG        |                           | |                                |
|     | Großsteingrab Harmstorf (Dahlem) 8                                                  | Dahlem, OT Harmstorf                             | LG        |                           | |                                |
|     | Großsteingrab Harmstorf (Kreis Harburg)                                             | Harmstorf                                        | WL        |                           | |                                |
|     | Großsteingrab Harrenstätte 2                                                        | Spahnharrenstätte, OT Harrenstätte               | EL        |                           | |                                |
|     | Großsteingrab Hedendorf 1                                                           | Buxtehude, OT Hedendorf                          | STD       |                           | |                                |
|     | Großsteingrab Hedendorf 2                                                           | Buxtehude, OT Hedendorf                          | STD       |                           | |                                |
|     | Großsteingrab Hedendorf 3                                                           | Buxtehude, OT Hedendorf                          | STD       |                           | |                                |
|     | Großsteingräber bei Heeßel                                                          | Hemmoor, OT Heeßel                               | CUX       |                           | meerdere vernietigde onderdelen |                                |
|     | Großsteingrab Heise 1                                                               | Beverstedt, OT Hollen (Heise)                    | CUX       | Ganggrab                  | |                                |
|     | Großsteingrab Heise 2                                                               | Beverstedt, OT Hollen (Heise)                    | CUX       |                           | |                                |
|     | Großsteingrab Heitbrack 7                                                           | Emmendorf, OT Heitbrack                          | UE        |                           | |                                |
|     | Großsteingrab Heitbrack 8                                                           | Emmendorf, OT Heitbrack                          | UE        |                           | |                                |
|     | Großsteingrab Heitbrack 11a                                                         | Emmendorf, OT Heitbrack                          | UE        |                           | |                                |
|     | Großsteingrab Heitbrack 11b                                                         | Emmendorf, OT Heitbrack                          | UE        |                           | |                                |
|     | Großsteingräber bei Heitbrack                                                       | Emmendorf, OT Heitbrack                          | UE        |                           | meerdere vernietigde onderdelen |                                |
|     | Großsteingrab Helvesiek 1                                                           | Helvesiek                                        | ROW       |                           | |                                |
|     | Großsteingrab Helvesiek 2                                                           | Helvesiek                                        | ROW       |                           | |                                |
|     | Großsteingrab Helvesiek 3                                                           | Helvesiek                                        | ROW       |                           | |                                |
|     | Großsteingrab Helvesiek 4                                                           | Helvesiek                                        | ROW       |                           | |                                |
|     | Großsteingrab Hepstedt                                                              | Hepstedt                                         | ROW       |                           | |                                |
|     | Großsteingrab Heyersum                                                              | Nordstemmen, OT Heyersum                         | HI        |                           | onderzocht in 192, er waren nog enkele draagstenen aan de zuidzijde aanwezig en het plaveisel op de bodem                                                                         |                                |
|     | Großsteingrab Hohenaverbergen                                                       | Kirchlinteln, OT Hohenaverbergen                 | VER       |                           | |                                |
|     | Großsteingrab Hohnstorf                                                             | Bienenbüttel, OT Hohnstorf                       | UE        |                           | |                                |
|     | Großsteingrab Holdorf                                                               | Holdorf                                          | VEC       |                           | |                                |
|     | Großsteingrab Hollen                                                                | Beverstedt, OT Hollen                            | CUX       |                           | |                                |
|     | Großsteingräber bei Hollige                                                         | Walsrode, OT Hollige                             | HK        |                           | meerdere vernietigde onderdelen |                                |
|     | Großsteingrab Holsten (Salzbergen) 1                                                | Salzbergen, OT Holsten-Bexten                    | EL        |                           | |                                |
|     | Großsteingrab Holsten (Salzbergen) 2                                                | Salzbergen, OT Holsten-Bexten                    | EL        |                           | |                                |
|     | Großsteingrab Holsten (Ankum)                                                       | Ankum, OT Holsten                                | OS        |                           | |                                |
|     | Großsteingrab Holte-Lastrup 3                                                       | Lähden, OT Holte-Lastrup                         | EL        |                           | |                                |
|     | Großsteingrab Holte-Spangen                                                         | Cuxhaven, OT Holte-Spangen                       | CUX       |                           | |                                |
|     | Großsteingrab Höltinghausen                                                         | Emstek, OT Höltinghausen                         | CLP       |                           | |                                |
| 782 | Großsteingrab Höver 1                                                               | Weste, OT Höver                                  | UE        |                           | |                                |
|     | Großsteingrab Höver 2                                                               | Weste, OT Höver                                  | UE        |                           | |                                |
|     | Großsteingrab Huntlosen 2 (Großsteingrab Heidkamp, Großsteingrab Hosüner Büsche)    | Großenkneten, OT Huntlosen                       | OL        |                           | |                                |
|     | Großsteingrab Huntlosen 3                                                           | Großenkneten, OT Huntlosen                       | OL        |                           | |                                |
|     | Großsteingrab Hymendorf 1 („Wulfstein“)                                             | Langen (bei Bremerhaven), OT Hymendorf           | CUX       |                           | |                                |
|     | Großsteingrab Hymendorf 2                                                           | Langen (bei Bremerhaven), OT Hymendorf           | CUX       |                           | |                                |
|     | Großsteingrab im kurzen Steinkamp                                                   | Wildeshausen, OT Kleinenkneten                   | OL        |                           | |                                |
|     | Großsteingrab Issendorf                                                             | Harsefeld, OT Issendorf                          | STD       |                           | |                                |
|     | Großsteingrab Itzenbüttel                                                           | Jesteburg, OT Itzenbüttel                        | WL        |                           | |                                |
| 774 | Großsteingrab Jastorf 1                                                             | Bad Bevensen, OT Jastorf                         | UE        |                           | |                                |
|     | Großsteingrab Jastorf 2                                                             | Bad Bevensen, OT Jastorf                         | UE        |                           | |                                |
|     | Großsteingrab Jastorf 3                                                             | Bad Bevensen, OT Jastorf                         | UE        |                           | |                                |
| 775 | Großsteingrab Jastorf 4                                                             | Bad Bevensen, OT Jastorf                         | UE        |                           | |                                |
| 776 | Großsteingrab Jastorf 5                                                             | Bad Bevensen, OT Jastorf                         | UE        |                           | Jastorf 6 bekend als Masendorf 1 |                                |
|     | Großsteingrab Jastorf 7                                                             | Bad Bevensen, OT Jastorf                         | UE        |                           | |                                |
| 777 | Großsteingrab Jastorf 8                                                             | Bad Bevensen, OT Jastorf                         | UE        |                           | |                                |
|     | Großsteingrab Jelmstorf                                                             | Jelmstorf                                        | UE        |                           | |                                |
| 803 | Großsteingrab Kahlstorf 3                                                           | Wrestedt, OT Kahlstorf                           | UE        |                           | | Großsteingrab Kahlstorf 3      |
| 804 | Großsteingrab Kahlstorf 4                                                           | Wrestedt, OT Kahlstorf                           | UE        |                           | | Großsteingrab Kahlstorf 4      |
| 659 | Großsteingrab Kakerbeck                                                             | Ahlerstedt, OT Kakerbeck                         | STD       |                           | |                                |
|     | Großsteingrab Klein Berßen 3                                                        | Klein Berßen                                     | EL        |                           | |                                |
|     | Großsteingrab Klein Hesebeck                                                        | Bad Bevensen, OT Klein Hesebeck                  | UE        |                           | |                                |
|     | Großsteingrab Köhlingen 1                                                           | Tosterglope, OT Köhlingen                        | LG        |                           | |                                |
|     | Großsteingrab Köhlingen 2                                                           | Tosterglope, OT Köhlingen                        | LG        |                           | |                                |
|     | Großsteingrab Köhlingen 3                                                           | Tosterglope, OT Köhlingen                        | LG        |                           | |                                |
|     | Großsteingrab Köhlingen 4                                                           | Tosterglope, OT Köhlingen                        | LG        |                           | |                                |
|     | Großsteingrab Köhlingen 5                                                           | Tosterglope, OT Köhlingen                        | LG        |                           | |                                |
|     | Großsteingrab Krempel                                                               | Langen (bei Bremerhaven), OT Krempel             | CUX       |                           | |                                |
|     | Großsteingrab Krevinghausen 2                                                       | Bissendorf, OT Krevinghausen                     | OS        |                           | |                                |
|     | Großsteingrab Krevinghausen 3                                                       | Bissendorf, OT Krevinghausen                     | OS        |                           | |                                |
|     | Großsteingrab Kutenholz                                                             | Kutenholz                                        | STD       |                           | |                                |
|     | Großsteingrab Lähden 3                                                              | Lähden                                           | EL        |                           | |                                |
|     | Großsteingrab Landwehrbäke                                                          | Großenkneten, OT Ahlhorn                         | OL        |                           | |                                |
|     | Großsteingräber bei Langen                                                          | Langen                                           | EL        |                           | meerdere vernietigde onderdelen |                                |
|     | Großsteingrab Langenthunesch (Großsteingrab Höfte)                                  | Großenkneten                                     | OL        |                           | |                                |
|     | Großsteingrab Lavenstedt                                                            | Selsingen, OT Lavenstedt                         | ROW       |                           | |                                |
|     | Großsteingrab Lehmke 1                                                              | Wrestedt, OT Lehmke                              | UE        |                           | |                                |
|     | Großsteingrab Lehmke 2                                                              | Wrestedt, OT Lehmke                              | UE        |                           | |                                |
|     | Großsteingräber bei Lehmke                                                          | Wrestedt, OT Lehmke                              | UE        |                           | meerdere vernietigde onderdelen |                                |
|     | Großsteingrab Lehnstedt 5                                                           | Hagen im Bremischen, OT Lehnstedt                | CUX       |                           | |                                |
|     | Großsteingrab Lehnstedt 6                                                           | Hagen im Bremischen, OT Lehnstedt                | CUX       |                           | |                                |
|     | Großsteingrab Lehnstedt 7                                                           | Hagen im Bremischen, OT Lehnstedt                | CUX       |                           | |                                |
|     | Großsteingrab Lemförde                                                              | Lemförde                                         | DH        |                           | waarschijnlijk Großsteingrab, al in de zeventiende eeuw vernietigd |                                |
|     | Großsteingräber bei Lenzen                                                          | Karwitz, OT Lenzen                               | DAN       |                           | meerdere vernietigde onderdelen |                                |
| 793 | Großsteingrab Linden 1                                                              | Schwienau, OT Linden                             | UE        |                           | | Großsteingrab Linden 1         |
| 794 | Großsteingrab Linden 2                                                              | Schwienau, OT Linden                             | UE        |                           | | Großsteingrab Linden 2         |
|     | Großsteingrab Lintig                                                                | Lintig                                           | CUX       |                           | |                                |
|     | Großsteingrab Löningen 4                                                            | Löningen                                         | CLP       |                           | |                                |
|     | Großsteingrab Lütenthiel 1                                                          | Schnega, OT Lüthenthiel                          | DAN       |                           | |                                |
|     | Großsteingrab Lütenthiel 2                                                          | Schnega, OT Lüthenthiel                          | DAN       |                           | |                                |
|     | Großsteingräber bei Mardorf und Schneeren                                           | Neustadt am Rübenberge, OT Mardorf und Schneeren | H         |                           | tien graven, werden in 1816 vernietigd |                                |
| 786 | Großsteingrab Masbrock (Großsteingrab Havekost)                                     | Römstedt, OT Masbrock                            | UE        |                           | | Großsteingrab Masbrock         |
| 779 | Großsteingrab Masendorf 2                                                           | Uelzen, OT Masendorf                             | UE        |                           | | Großsteingrab Masendorf 2      |
| 780 | Großsteingrab Masendorf 3                                                           | Uelzen, OT Masendorf                             | UE        |                           | | Großsteingrab Masendorf 3      |
|     | Großsteingrab Masendorf 4                                                           | Uelzen, OT Masendorf                             | UE        | Onbekend                  | |                                |
|     | Großsteingrab Meckelstedt 2                                                         | Lintig, OT Meckelstedt                           | CUX       |                           | |                                |
|     | Großsteingräber bei Meckelstedt                                                     | Lintig, OT Meckelstedt                           | CUX       |                           | meerdere vernietigde onderdelen |                                |
|     | Großsteingrab Medingen                                                              | Bad Bevensen, OT Medingen                        | UE        |                           | |                                |
|     | Großsteingrab Meppen                                                                | Meppen                                           | EL        |                           | |                                |
|     | Großsteingrab Messingen                                                             | Messingen                                        | EL        |                           | |                                |
|     | Großsteingrab Metzingen 1                                                           | Göhrde, OT Metzingen                             | DAN       |                           | |                                |
|     | Großsteingrab Metzingen 2                                                           | Göhrde, OT Metzingen                             | DAN       |                           | |                                |
|     | Großsteingrab Mittelstenahe                                                         | Mittelstenahe                                    | CUX       |                           | |                                |
|     | Großsteingrab Moisburg 1                                                            | Moisburg                                         | WL        |                           | |                                |
|     | Großsteingrab Moisburg 2                                                            | Moisburg                                         | WL        |                           | |                                |
|     | Großsteingrab Moisburg 3                                                            | Moisburg                                         | WL        |                           | |                                |
|     | Großsteingrab Molbath                                                               | Suhlendorf, OT Molbath                           | UE        |                           | |                                |
|     | Großsteingrab Molbergen 1                                                           | Molbergen                                        | CLP       |                           | |                                |
|     | Großsteingrab Molbergen 2                                                           | Molbergen                                        | CLP       |                           | |                                |
|     | Großsteingrab Molbergen 3                                                           | Molbergen                                        | CLP       |                           | |                                |
| 773 | Großsteingrab Molzen                                                                | Uelzen, OT Molzen                                | UE        |                           | |                                |
|     | Großsteingrab Nahne 2                                                               | Osnabrück, OT Nahne                              | OS        |                           | De resten werden bij de verwijdering van een sportveld opnieuw ontdekt in 1971, de stenen werden gebruikt voor een nagebouwd hunebed in Zoo Osnabrück                             |                                |
|     | Großsteingrab Nahne 3 („Schlufstein“)                                               | Osnabrück, OT Nahne                              | OS        |                           | vernietigd in 1837 |                                |
|     | Großsteingrab Nateln 1                                                              | Rosche, OT Nateln                                | UE        |                           | |                                |
|     | Großsteingrab Nateln 2                                                              | Rosche, OT Nateln                                | UE        |                           | |                                |
|     | Großsteingrab Natendorf                                                             | Natendorf                                        | UE        |                           | |                                |
|     | Großsteingrab Neu Arenberg („Schärpenstein“)                                        | Friesoythe, OT Neu Arenberg                      | CLP       |                           | |                                |
|     | Großsteingrab Neuenwalde 1                                                          | Langen (bei Bremerhaven), OT Neuenwalde          | CUX       |                           | |                                |
|     | Großsteingrab Neuenwalde 2                                                          | Langen (bei Bremerhaven), OT Neuenwalde          | CUX       |                           | |                                |
|     | Großsteingrab Neuenwalde 3                                                          | Langen (bei Bremerhaven), OT Neuenwalde          | CUX       |                           | |                                |
|     | Großsteingrab Neustadt am Rübenberge 1                                              | Neustadt am Rübenberge                           | H         |                           | |                                |
|     | Großsteingrab Neustadt am Rübenberge 2                                              | Neustadt am Rübenberge                           | H         |                           | |                                |
| 758 | Großsteingrab Niendorf I 1                                                          | Römstedt, OT Niendorf I                          | UE        | Ganggrab                  | | Großsteingrab Niendorf I 1     |
| 759 | Großsteingrab Niendorf I 2                                                          | Römstedt, OT Niendorf I                          | UE        |                           | | Großsteingrab Niendorf I 2     |
| 760 | Großsteingrab Niendorf I 3                                                          | Römstedt, OT Niendorf I                          | UE        | Ganggrab                  | | Großsteingrab Niendorf I 3     |
|     | Großsteingrab Niendorf I 4                                                          | Römstedt, OT Niendorf I                          | UE        |                           | vielleicht identisch mit Grab Altenmedingen 5 (Sprockhoff-Nr. 756) |                                |
| 761 | Großsteingrab Niendorf I 5                                                          | Römstedt, OT Niendorf I                          | UE        | Ganggrab                  | | Großsteingrab Niendorf I 5     |
| 762 | Großsteingrab Niendorf I 6                                                          | Römstedt, OT Niendorf I                          | UE        | kammerloses Hünenbett     | | Großsteingrab Niendorf I 6     |
| 763 | Großsteingrab Niendorf I 7                                                          | Römstedt, OT Niendorf I                          | UE        |                           | | Großsteingrab Niendorf I 7     |
| 764 | Großsteingrab Niendorf I 8                                                          | Römstedt, OT Niendorf I                          | UE        | kammerloses Hünenbett     | | Großsteingrab Niendorf I 8     |
| 765 | Großsteingrab Niendorf I 9                                                          | Römstedt, OT Niendorf I                          | UE        |                           | |                                |
|     | Großsteingrab Niendorf I 10                                                         | Römstedt, OT Niendorf I                          | UE        |                           | |                                |
|     | Großsteingrab Niendorf I 11                                                         | Römstedt, OT Niendorf I                          | UE        |                           | |                                |
|     | Großsteingrab Niendorf I 12                                                         | Römstedt, OT Niendorf I                          | UE        |                           | |                                |
|     | Großsteingrab Niendorf I 13                                                         | Römstedt, OT Niendorf I                          | UE        |                           | |                                |
|     | Großsteingrab Niendorf I 14                                                         | Römstedt, OT Niendorf I                          | UE        |                           | |                                |
|     | Großsteingrab Niendorf I 15                                                         | Römstedt, OT Niendorf I                          | UE        |                           | |                                |
|     | Großsteingrab Niendorf I 16                                                         | Römstedt, OT Niendorf I                          | UE        |                           | |                                |
|     | Großsteingrab Niendorf I 17                                                         | Römstedt, OT Niendorf I                          | UE        |                           | |                                |
|     | Großsteingrab Niendorf I 18                                                         | Römstedt, OT Niendorf I                          | UE        |                           | |                                |
|     | Großsteingrab Nindorf 1                                                             | Lamstedt, OT Nindorf                             | CUX       |                           | |                                |
|     | Großsteingrab Nindorf 2                                                             | Lamstedt, OT Nindorf                             | CUX       |                           | |                                |
|     | Großsteingrab Oetzen 1                                                              | Oetzen                                           | UE        |                           | |                                |
| 783 | Großsteingrab Oetzen 2                                                              | Oetzen                                           | UE        |                           | | Großsteingrab Oetzen 2         |
|     | Großsteingrab Oetzen 3                                                              | Oetzen                                           | UE        |                           | |                                |
| 784 | Großsteingrab Oetzen 4                                                              | Oetzen                                           | UE        |                           | | Großsteingrab Oetzen 4         |
|     | Großsteingrab Oetzen 5                                                              | Oetzen                                           | UE        |                           | |                                |
|     | Großsteingrab Oetzen 6                                                              | Oetzen                                           | UE        |                           | |                                |
|     | Großsteingrab Oetzen 7                                                              | Oetzen                                           | UE        |                           | |                                |
|     | Großsteingrab Oetzen 8                                                              | Oetzen                                           | UE        |                           | |                                |
|     | Großsteingrab Oetzen 9                                                              | Oetzen                                           | UE        |                           | |                                |
| 785 | Großsteingrab Oetzen 10                                                             | Oetzen                                           | UE        |                           | | Großsteingrab Oetzen 10        |
|     | Großsteingrab Oetzen 11                                                             | Oetzen                                           | UE        |                           | |                                |
|     | Großsteingrab Oetzendorf                                                            | Weste, OT Oetzendorf                             | UE        |                           | |                                |
|     | Großsteingrab Ohlenstedt                                                            | Osterholz-Scharmbeck, OT Ohlenstedt              | OHZ       |                           | |                                |
|     | Großsteingrab Osnabrück 1                                                           | Osnabrück                                        | OS        |                           | |                                |
|     | Großsteingrab Osnabrück 2                                                           | Osnabrück                                        | OS        |                           | |                                |
|     | Großsteingrab Osnabrück 3                                                           | Osnabrück                                        | OS        |                           | |                                |
|     | Großsteingrab Osterndorf                                                            | Beverstedt, OT Osterndorf                        | CUX       |                           | |                                |
|     | Großsteingrab Osterwald                                                             | Garbsen, OT Osterwald                            | H         |                           | |                                |
|     | Großsteingrab Otersen                                                               | Kirchlinteln, OT Otersen                         | VER       |                           | |                                |
|     | Großsteingrab Ottensen 1 („Wildes Schwein“)                                         | Buxtehude, OT Ottensen                           | STD       |                           | |                                |
|     | Großsteingrab Ottensen 2                                                            | Buxtehude, OT Ottensen                           | STD       |                           | |                                |
|     | Großsteingrab Ottensen 3                                                            | Buxtehude, OT Ottensen                           | STD       |                           | |                                |
|     | Großsteingrab Prießeck                                                              | Clenze, OT Prießeck                              | DAN       |                           | |                                |
|     | Großsteingrab Quartzau                                                              | Clenze, OT Quartzau                              | DAN       |                           | |                                |
|     | Großsteingrab Rade 1                                                                | Neu Wulmstorf, OT Rade                           | WL        |                           | |                                |
|     | Großsteingrab Rade 3                                                                | Neu Wulmstorf, OT Rade                           | WL        |                           | |                                |
|     | Großsteingrab Rade 2                                                                | Neu Wulmstorf, OT Rade                           | WL        |                           | |                                |
|     | Großsteingrab Radenbeck 2                                                           | Thomasburg, OT Radenbeck                         | LG        |                           | |                                |
|     | Großsteingrab Radenbeck 3                                                           | Thomasburg, OT Radenbeck                         | LG        |                           | |                                |
|     | Großsteingrab Rassau                                                                | Suhlendorf, OT Rassau                            | UE        |                           | |                                |
|     | Großsteingrab Rätzlingen 1                                                          | Rätzlingen                                       | UE        |                           | |                                |
|     | Großsteingrab Rätzlingen 2                                                          | Rätzlingen                                       | UE        |                           | |                                |
|     | Großsteingrab Rätzlingen 3                                                          | Rätzlingen                                       | UE        |                           | |                                |
|     | Großsteingrab Rätzlingen 4                                                          | Rätzlingen                                       | UE        |                           | |                                |
|     | Großsteingrab Rätzlingen 5                                                          | Rätzlingen                                       | UE        |                           | |                                |
|     | Großsteingrab Rätzlingen 6                                                          | Rätzlingen                                       | UE        |                           | |                                |
|     | Großsteingrab Reckum 3                                                              | Winkelsett, OT Reckum                            | OL        |                           | |                                |
|     | Großsteingrab Reckum 4                                                              | Winkelsett, OT Reckum                            | OL        |                           | |                                |
| 738 | Großsteingrab Reddereitz 3                                                          | Clenze, OT Reddereitz                            | DAN       |                           | |                                |
|     | Großsteingrab Regesbostel                                                           | Regesbostel                                      | WL        |                           | |                                |
|     | Großsteingrab Resthausen                                                            | Molbergen, OT Resthausen                         | CLP       |                           | |                                |
|     | Großsteingrab Rhadereistedt                                                         | Rhade, OT Rhadereistedt                          | ROW       |                           | |                                |
|     | Großsteingrab Rieste 1                                                              | Bienenbüttel, OT Rieste                          | UE        | Onbekend                  | |                                |
|     | Großsteingrab Rieste 2                                                              | Bienenbüttel, OT Rieste                          | UE        | Onbekend                  | |                                |
| 743 | Großsteingrab Rieste 3                                                              | Bienenbüttel, OT Rieste                          | UE        | Onbekend                  | | Großsteingrab Rieste 3         |
|     | Großsteingrab Rieste 4                                                              | Bienenbüttel, OT Rieste                          | UE        | Onbekend                  | |                                |
|     | Großsteingrab Rieste 5                                                              | Bienenbüttel, OT Rieste                          | UE        | Onbekend                  | |                                |
| 744 | Großsteingrab Rieste 6                                                              | Bienenbüttel, OT Rieste                          | UE        | Onbekend                  | | Großsteingrab Rieste 6         |
|     | Großsteingrab Rieste 7                                                              | Bienenbüttel, OT Rieste                          | UE        | Onbekend                  | |                                |
|     | Großsteingrab Rieste 8                                                              | Bienenbüttel, OT Rieste                          | UE        | Onbekend                  | |                                |
|     | Großsteingrab Rieste 9                                                              | Bienenbüttel, OT Rieste                          | UE        | Onbekend                  | |                                |
|     | Großsteingrab Rieste 10                                                             | Bienenbüttel, OT Rieste                          | UE        | Onbekend                  | |                                |
|     | Großsteingrab Rieste 11                                                             | Bienenbüttel, OT Rieste                          | UE        | Onbekend                  | |                                |
|     | Großsteingrab Rieste 12                                                             | Bienenbüttel, OT Rieste                          | UE        | Onbekend                  | |                                |
|     | Großsteingrab Rieste 13                                                             | Bienenbüttel, OT Rieste                          | UE        | Onbekend                  | |                                |
|     | Großsteingrab Rieste 14                                                             | Bienenbüttel, OT Rieste                          | UE        | Onbekend                  | |                                |
| 797 | Großsteingrab Riestedt 2                                                            | Uelzen, OT Riestedt                              | UE        |                           | | Großsteingrab Riestedt 2       |
|     | Großsteingrab Riestedt 3                                                            | Uelzen, OT Riestedt                              | UE        |                           | mogelijk een Steinkiste | Großsteingrab Riestedt 3       |
|     | Großsteingrab Riestedt 4                                                            | Uelzen, OT Riestedt                              | UE        |                           | |                                |
|     | Großsteingrab Riestedt 5                                                            | Uelzen, OT Riestedt                              | UE        |                           | |                                |
|     | Großsteingrab Ripdorf 1                                                             | Uelzen, OT Ripdorf                               | UE        |                           | |                                |
|     | Großsteingrab Ripdorf 2                                                             | Uelzen, OT Ripdorf                               | UE        |                           | |                                |
|     | Großsteingrab Ritterhude                                                            | Ritterhude                                       | OHZ       |                           | |                                |
|     | Großsteingräber bei Rodewald                                                        | Rodewald                                         | NI        |                           | meerdere vernietigde onderdelen |                                |
|     | Großsteingrab Rohden                                                                | Hessisch Oldendorf, OT Rohden                    | HM        |                           | onderzocht in 1929, er was nog een draagsteen en het plaveisel was nog aanwezig                                                                                                   |                                |
|     | Großsteingrab Rohstorf 4                                                            | Vastorf, OT Rohstorf                             | LG        |                           | |                                |
|     | Großsteingrab Rohstorf 5                                                            | Vastorf, OT Rohstorf                             | LG        |                           | |                                |
|     | Großsteingrab Rohstorf 6                                                            | Vastorf, OT Rohstorf                             | LG        |                           | |                                |
| 781 | Großsteingrab Römstedt 1                                                            | Römstedt                                         | UE        |                           | |                                |
|     | Großsteingrab Römstedt 2                                                            | Römstedt                                         | UE        |                           | |                                |
|     | Großsteingrab Rulle 2                                                               | Wallenhorst, OT Rulle                            | OS        |                           | |                                |
|     | Großsteingrab Sage-Haast                                                            | Großenkneten, OT Sage (Haast)                    | OL        |                           | |                                |
|     | Großsteingrab Sassenholz                                                            | Heeslingen, OT Sassenholz                        | ROW       |                           | |                                |
|     | Großsteingrab Schattregen                                                           | Großenkneten, OT Döhlen (Schattregen)            | OL        |                           | |                                |
|     | Großsteingrab Schepsdorf-Lohne 1 („Scheppsteine“, „Schlopsteine“)                   | Lingen (Ems), OT Schepsdorf (Lohne)              | EL        |                           | |                                |
|     | Großsteingrab Schepsdorf-Lohne 2 („Scheppsteine“, „Schlopsteine“)                   | Lingen (Ems), OT Schepsdorf (Lohne)              | EL        |                           | |                                |
|     | Großsteingrab Schepsdorf-Lohne 3 („Scheppsteine“, „Schlopsteine“)                   | Lingen (Ems), OT Schepsdorf (Lohne)              | EL        |                           | |                                |
|     | Großsteingrab am Schietelberge („Kellersteine“)                                     | Großenkneten, OT Ahlhorn                         | OL        |                           | |                                |
|     | Großsteingrab Schlannau                                                             | Clenze, OT Schlannau                             | DAN       |                           | |                                |
|     | Großsteingrab Schwanewede („Grauer Hengst“)                                         | Schwanewede                                      | OHZ       |                           | |                                |
|     | Großsteingrab Schwiepke                                                             | Küsten, OT Schwiepke                             | DAN       |                           | |                                |
|     | Großsteingrab Secklendorf                                                           | Altenmedingen, OT Secklendorf                    | UE        |                           | |                                |
|     | Großsteingrab Seinstedt                                                             | Börßum, OT Seinstedt                             | WF        |                           | tijdens het ploegen in 1911 ontdekt, er was alleen nog een deel van de noordzijde bewaard gebleven                                                                                |                                |
|     | Großsteingrab Sievern 2 („Steinhaufen“)                                             | Langen (bei Bremerhaven), OT Sievern             | CUX       |                           | |                                |
|     | Großsteingrab Sievern 3 („Wulfstein“)                                               | Langen (bei Bremerhaven), OT Sievern             | CUX       |                           | |                                |
|     | Großsteingräber bei Sievern                                                         | Langen (bei Bremerhaven), OT Sievern             | CUX       |                           | naast de hier genoemde onderdelen zijn door de aantekeningen uit de achttiende eeuw van Martin Mushards nog zes „Steindenkmäler“ en twintig met stenen bedekte grafheuvels bekend |                                |
|     | Großsteingrab Sottorf 4                                                             | Amelinghausen, OT Sottorf                        | LG        |                           | |                                |
|     | Großsteingrab Spahn 3                                                               | Spahnharrenstätte, OT Spahn                      | EL        |                           | |                                |
|     | Großsteingrab Spasche                                                               | Wildeshausen, OT Spasche                         | OL        |                           | |                                |
|     | Großsteingrab Stadorf                                                               | Schwienau, OT Stadorf                            | UE        |                           | |                                |
|     | Großsteingräber bei Stederdorf                                                      | Wrestedt, OT Stederdorf                          | UE        |                           | twee groepen met meerdere vernietigde onderdelen |                                |
|     | Großsteingrab Steddorf                                                              | Bienenbüttel, OT Steddorf                        | UE        |                           | één of twee vernietigde onderdelen |                                |
|     | Großsteingrab Steenbarg                                                             | Dötlingen                                        | OL        |                           | |                                |
|     | Großsteingrab Steenhoff                                                             | Großenkneten                                     | OL        |                           | |                                |
|     | Großsteingräber bei Steinfeld                                                       | Bülstedt, OT Steinfeld                           | ROW       |                           | meerdere vernietigde onderdelen zwischen Steinfeld und Wilstedt |                                |
|     | Großsteingrab Steinfeld-Bökenberg                                                   | Steinfeld (Oldenburg)                            | VEC       |                           | |                                |
|     | Großsteingrab Steinfeld-Lehmden                                                     | Steinfeld (Oldenburg), OT Lehmden                | VEC       |                           | |                                |
|     | Großsteingräber bei Steinfeld (Oldenburg)                                           | Steinfeld (Oldenburg)                            | VEC       |                           | vermoedelijk meerdere vernietigde onderdelen |                                |
|     | Großsteingrab Stinstedt 1                                                           | Stinstedt                                        | CUX       |                           | |                                |
|     | Großsteingrab Stinstedt 2                                                           | Stinstedt                                        | CUX       |                           | |                                |
|     | Großsteingrab Stinstedt 3                                                           | Stinstedt                                        | CUX       |                           | |                                |
|     | Großsteingrab Stinstedt 4                                                           | Stinstedt                                        | CUX       |                           | |                                |
|     | Großsteingrab Stinstedt 5                                                           | Stinstedt                                        | CUX       |                           | |                                |
|     | Großsteingrab Stinstedt 6                                                           | Stinstedt                                        | CUX       |                           | |                                |
|     | Großsteingrab Stinstedt 7                                                           | Stinstedt                                        | CUX       |                           | |                                |
|     | Großsteingrab Stinstedt 8                                                           | Stinstedt                                        | CUX       |                           | |                                |
|     | Großsteingrab Stinstedt 9                                                           | Stinstedt                                        | CUX       |                           | |                                |
|     | Großsteingrab Stinstedt 10                                                          | Stinstedt                                        | CUX       |                           | |                                |
|     | Großsteingrab Stinstedt 11                                                          | Stinstedt                                        | CUX       |                           | |                                |
|     | Großsteingrab Stinstedt (Loxstedt)                                                  | Loxstedt, OT Stinstedt                           | CUX       |                           | |                                |
| 770 | Großsteingrab Strothe 1                                                             | Himbergen, OT Strothe                            | UE        |                           | waarschijnlijk is dit beter als onderdeel van Feldmark Groß Thondorf te rekenen                                                                                                   |                                |
|     | Großsteingrab Strothe 2                                                             | Himbergen, OT Strothe                            | UE        |                           | |                                |
|     | Großsteingrab Strothe 3                                                             | Himbergen, OT Strothe                            | UE        |                           | |                                |
|     | Großsteingrab Stubben 1                                                             | Beverstedt, OT Stubben                           | CUX       |                           | |                                |
|     | Großsteingrab Stubben 2                                                             | Beverstedt, OT Stubben                           | CUX       |                           | |                                |
|     | Großsteingrab Stubben 3                                                             | Beverstedt, OT Stubben                           | CUX       |                           | |                                |
|     | Großsteingrab Stubben 4                                                             | Beverstedt, OT Stubben                           | CUX       |                           | |                                |
|     | Großsteingrab Stüvenmühle 2                                                         | Visbek                                           | VEC       |                           | |                                |
|     | Großsteingrab Stüvenmühle 3                                                         | Visbek                                           | VEC       |                           | |                                |
|     | Großsteingrab Stüvenmühle 4                                                         | Visbek                                           | VEC       |                           | |                                |
|     | Großsteingrab Stüvenmühle 5                                                         | Visbek                                           | VEC       |                           | |                                |
|     | Großsteingrab Süttorf (Neetze) 1                                                    | Neetze, OT Süttorf                               | LG        |                           | |                                |
|     | Großsteingrab Süttorf (Neetze) 2                                                    | Neetze, OT Süttorf                               | LG        |                           | |                                |
|     | Großsteingrab Süttorf (Oetzen)                                                      | Oetzen, OT Süttorf                               | UE        |                           | |                                |
|     | Großsteingrab Tangendorf                                                            | Toppenstedt, OT Tangendorf                       | WL        |                           | |                                |
|     | Großsteingrab Tießau                                                                | Hitzacker (Elbe), OT Tießau                      | DAN       |                           | |                                |
|     | Großsteingrab Tosterglope 3                                                         | Tosterglope                                      | LG        | Onbekend                  | |                                |
|     | Großsteingrab Uelsen 1                                                              | Uelsen                                           | NOH       |                           | |                                |
|     | Großsteingrab Uelsen 2                                                              | Uelsen                                           | NOH       |                           | |                                |
|     | Großsteingrab Uelsen 3                                                              | Uelsen                                           | NOH       |                           | |                                |
|     | Großsteingrab Uelzen 1                                                              | Uelzen                                           | UE        |                           | in Uelzener Stadtwald |                                |
|     | Großsteingrab Uelzen 2                                                              | Uelzen                                           | UE        |                           | in Uelzener Stadtwald |                                |
|     | Großsteingräber bei Utarp                                                           | Utarp                                            | WTM       |                           | eventueel meerdere vernietigde onderdelen |                                |
|     | Großsteingrab Uthlede                                                               | Uthlede                                          | CUX       |                           | |                                |
|     | Großsteingrab Varnhorn (3) („Hünensteine“)                                          | Visbek, OT Varnhorn                              | VEC       |                           | |                                |
|     | Großsteingrab Varnhorn (4) („Hohe Steine“)                                          | Visbek, OT Varnhorn                              | VEC       |                           | |                                |
|     | Großsteingrab Varnhorn (5) („Stutenstein“)                                          | Visbek, OT Varnhorn                              | VEC       |                           | |                                |
|     | Großsteingrab Varnhorn (6)                                                          | Visbek, OT Varnhorn                              | VEC       |                           | |                                |
|     | Großsteingrab Varnhorn (7)                                                          | Visbek, OT Varnhorn                              | VEC       |                           | |                                |
|     | Großsteingrab Varnhorn (8)                                                          | Visbek, OT Varnhorn                              | VEC       |                           | |                                |
|     | Großsteingrab Varrel                                                                | Mittelstenahe, OT Varrel                         | CUX       |                           | |                                |
|     | Großsteingräber bei Vethem                                                          | Walsrode, OT Vethem                              | HK        |                           | meerdere vernietigde onderdelen |                                |
|     | Großsteingrab Vollersode 1                                                          | Vollersode                                       | OHZ       |                           | |                                |
|     | Großsteingrab Vollersode 2                                                          | Vollersode                                       | OHZ       |                           | |                                |
|     | Großsteingrab Vollersode 3                                                          | Vollersode                                       | OHZ       |                           | |                                |
|     | Großsteingräber bei Vollersode                                                      | Vollersode                                       | OHZ       |                           | vier oder fünf weitere zerstörte Anlagen |                                |
|     | Großsteingräber vor dem Steinberge 1                                                | Damme (Dümmer)                                   | VEC       |                           | |                                |
|     | Großsteingräber vor dem Steinberge 2                                                | Damme (Dümmer)                                   | VEC       |                           | |                                |
|     | Großsteingrab Vrees 2 („Bieschenhüttensteine“, „Burkenhüttensteine“, „Burkenhöger“) | Vrees                                            | EL        |                           | |                                |
|     | Großsteingrab Vrees 3 („Palmstein“)                                                 | Vrees                                            | EL        |                           | |                                |
|     | Großsteingrab Vrees 4 („Hohenwehnsteine“, „Stehenvensteine“)                        | Vrees                                            | EL        |                           | |                                |
|     | Großsteingrab Vrees 5                                                               | Vrees                                            | EL        |                           | |                                |
|     | Großsteingrab Wallen („Heidenaltar“)                                                | Alfhausen, OT Wallen                             | OS        |                           | |                                |
|     | Großsteingrab Warstade                                                              | Hemmoor, OT Warstade                             | CUX       |                           | |                                |
|     | Großsteingrab Watenstdt                                                             | Gevensleben, OT Watenstedt                       | HE        |                           | in een heuvel werden een sluitsteen en resten van muurwerk gevonden; misschien een Großsteingrab (Galeriegrab?) of pseudomegalithisches Mauerkammergrab                           |                                |
|     | Großsteingrab Wehm 1 („Hünensteine“)                                                | Werlte, OT Wehm                                  | EL        |                           | |                                |
|     | Großsteingrab Wehm 2                                                                | Werlte, OT Wehm                                  | EL        |                           | |                                |
|     | Großsteingräber bei Wehm                                                            | Werlte, OT Wehm                                  | EL        |                           | meerdere vernietigde onderdelen |                                |
|     | Großsteingrab Wellen                                                                | Beverstedt, OT Wellen                            | CUX       |                           | |                                |
|     | Großsteingrab Wellendorf                                                            | Suhlendorf, OT Wellendorf                        | UE        |                           | |                                |
|     | Großsteingrab Werpeloh 6                                                            | Werpeloh                                         | EL        |                           | |                                |
|     | Großsteingrab Wersabe                                                               | Sandstedt, OT Wersabe                            | CUX       |                           | |                                |
|     | Großsteingrab Wessenstedt                                                           | Natendorf, OT Wessenstedt                        | UE        |                           | |                                |
|     | Großsteingrab Weßsteine („Weßsteine“, „Weststeine“)                                 | Molbergen, OT Peheim                             | CLP       |                           | |                                |
| 790 | Großsteingrab Weste 1                                                               | Weste                                            | UE        |                           | |                                |
|     | Großsteingrab Weste 2                                                               | Weste                                            | UE        |                           | |                                |
| 791 | Großsteingrab Weste 3                                                               | Weste                                            | UE        |                           | |                                |
|     | Großsteingrab Weste 4                                                               | Weste                                            | UE        |                           | |                                |
|     | Großsteingrab Weste 5                                                               | Weste                                            | UE        |                           | |                                |
|     | Großsteingrab Weste 6                                                               | Weste                                            | UE        |                           | |                                |
|     | Großsteingrab Westerbeverstedt                                                      | Beverstedt, OT Lunestedt (Westerbeverstedt)      | CUX       |                           | |                                |
|     | Großsteingrab Westerholte                                                           | Ankum, OT Westerholte                            | OS        |                           | vernietigd in 1972 |                                |
|     | Großsteingrab Westersode                                                            | Hemmoor, OT Westersode                           | CUX       |                           | |                                |
|     | Großsteingräber bei Wingst                                                          | Wingst                                           | CUX       |                           | meerdere vernietigde onderdelen |                                |
|     | Großsteingrab Wittenwater                                                           | Schwienau, OT Wittenwater                        | UE        |                           | |                                |
|     | Großsteingrab Wohltrup-Wehbergen                                                    | Bersenbrück, OT Wohltrup-Wehbergen               | OS        |                           | |                                |
|     | Großsteingrab Wollingst                                                             | Beverstedt, OT Wollingst                         | CUX       |                           | |                                |
|     | Großsteingrab Woltersburg                                                           | Uelzen, OT Woltersburg                           | UE        |                           | |                                |
|     | Großsteingrab Wulften 1                                                             | Bissendorf, OT Wulften                           | OS        |                           | |                                |
|     | Großsteingrab Wulften 2                                                             | Bissendorf, OT Wulften                           | OS        |                           | |                                |
|     | Großsteingrab Wulften 3                                                             | Bissendorf, OT Wulften                           | OS        |                           | |                                |
|     | Großsteingrab Wulsbüttel                                                            | Hagen im Bremischen, OT Wulsbüttel               | CUX       |                           | |                                |
|     | Großsteingrab Zebelin                                                               | Waddeweitz, OT Zebelin                           | DAN       |                           | |                                |

#### Flurnamenhinweise
| Naam        | Plaats                      | Landkreis | Opmerkingen |
| ----------- | --------------------------- | --------- | ----------- |
| „12 Steine“ | Raddestorf, OT Harrienstedt | NI        |             |